# ヘンリー・ジョン・テンプル (第3代パーマストン子爵)
第3代パーマストン子爵ヘンリー・ジョン・テンプル（英: Henry John Temple, 3rd Viscount Palmerston, KG, GCB, PC, FRS, 1784年10月20日 - 1865年10月18日）は、イギリスの政治家、貴族。
ホイッグ党を自由党に改組した自由党初の首相であり、首相を2期務め（第一次：1855年-1858年、第二次：1859年-1865年）、またそれ以前には外務大臣を3期にわたって務めた（在職1830年-1834年、1835年-1841年、1846年-1851年）。内務大臣（在職1852年-1855年）を務めていた時期もある。
ウィリアム4世の治世からヴィクトリア朝中期にかけて主に外交の分野で活躍し、大英帝国の国益や英国民の利益が損なわれることを許容しない強硬外交を行ったことで知られる。ヨーロッパでは会議外交によって各国の利害を調整するバランサーの役割を果たしつつ、ヨーロッパ諸国の自由主義化・ナショナリズム運動を支援する自由主義的外交を行った。非ヨーロッパの低開発国に対しては砲艦外交で不平等条約による自由貿易を強要してイギリスの非公式帝国に組み込む「自由貿易帝国主義」を遂行した。大英帝国の海洋覇権に裏打ちされた「パクス・ブリタニカ」を象徴する人物である。

## 概要
アイルランド貴族パーマストン子爵家の長男としてロンドンのウェストミンスターに生まれる（→出生と出自）。ハーロー校を経てエディンバラ大学、ケンブリッジ大学で学んだ。1802年に父の死によりパーマストン子爵位を継承した（→少年・青年期）。
パーマストン子爵位はアイルランド貴族であり、アイルランド貴族代表議員に選出されない限り貴族院議員とはならず、逆に他の領域の英国貴族と違い庶民院議員への被選挙権を有する。そのため1807年の解散総選挙にトーリー党（後の保守党）候補として立候補して庶民院議員に初当選した（→庶民院議員選挙への挑戦）。トーリー党政権が長く続いていた時期であり、彼も戦時大臣を1809年から1828年までという長期間にわたって務めた。彼はジョージ・カニングを支持するトーリー党内の自由主義派であったので、1828年にはカトリック問題などをめぐってトーリー党執行部と仲たがいし、他のカニング派閣僚たちとともに辞職した（→戦時大臣）。
その後、ホイッグ党に合流し、1830年に成立したホイッグ党政権では外務大臣を務めた。ベルギー独立問題や東方問題で会議外交を展開してヨーロッパ大国間の戦争を回避した（→ベルギー独立をめぐって、→東方問題をめぐって）。また阿片戦争を主導して清の半植民地化の先鞭をつけた（→阿片戦争）。しかしインド総督オークランド伯爵の方針を支持して起こした第一次アフガン戦争は散々な結果に終わった（→第一次アフガニスタン戦争）。ホイッグ党政権は1841年の解散総選挙に敗れて内閣総辞職に追い込まれ、彼も外相を退任することになった。
続く野党時代にはロバート・ピール保守党政権の外相アバディーン伯爵の弱腰外交を批判して活躍した（→アバディーン伯爵の宥和外交批判）。
1845年にジョン・ラッセル卿を首相とするホイッグ党政権が誕生するとその外務大臣に就任した。スイス内乱、1848年革命、第一次シュレースヴィヒ＝ホルシュタイン戦争など自由主義・ナショナリズムの高まりの中で起こった様々な動乱の鎮静化に努めた（→スイス内乱をめぐって、→1848年革命をめぐって、→サルデーニャのロンバルディア進攻をめぐって、→第一次シュレースヴィヒ・ホルシュタイン戦争をめぐって）。また1850年には一国民の損害賠償取り立てを支援するためにギリシャに艦隊を派遣するというドン＝パシフィコ事件を起こした。この際に「古のローマ市民が『私はローマ市民である』と言えば侮辱を受けずにすんだように、イギリス臣民も、彼がたとえどの地にいようとも、イギリスの全世界を見渡す目と強い腕によって不正と災厄から護られていると確信してよい」という有名な演説を行って人気を博している（→ドン・パシフィコ事件）。しかし1851年にフランス大統領ルイ・ナポレオン（後のフランス皇帝ナポレオン3世）のクーデタを独断で支持表明した廉でジョン・ラッセル卿により外相を解任された（→解任）。
以降ホイッグ党内でラッセルに敵対する派閥を形成するようになり、保守党と連携してラッセル内閣を倒閣した（→パーマストン派の形成とラッセルとの対立）。その後保守党政権をはさんで、1852年12月にピール派・ホイッグ党・急進派三派による連立政権アバディーン伯爵内閣が成立するとその内務大臣として入閣したが、彼の関心は引き続き外交にあり、閣内の外交検討グループのメンバーとして外交に携わった。1853年にロシア帝国とオスマン＝トルコ帝国の間でクリミア戦争が勃発すると、対ロシア開戦派として行動し、同戦争へのイギリス参戦に導いた（→アバディーン伯爵内閣の内相）。
やがてクリミア戦争遂行の象徴的人物となっていき、アバディーン伯爵内閣総辞職後の1855年2月には大命を受けて第一次パーマストン子爵内閣を組閣することとなった（→第一次パーマストン子爵内閣）。1855年にクリミア戦争に勝利し、ついで1856年にはアロー戦争を起こして清の更なる半植民地化を推し進めた（→アロー戦争）。1857年のインド大反乱は徹底的に鎮圧した（→インド大反乱の鎮圧）。しかし1858年にはイギリス亡命政治犯によるフランス皇帝ナポレオン3世の暗殺未遂事件が発生し、フランス政府に要求されるがままに殺人共謀の重罰化の法案を提出したことで野党や世論の反発を買って内閣総辞職に追い込まれた（→総辞職）。
1859年には保守党政権打倒のためにラッセルと和解し、ホイッグ党二大派閥・ピール派・急進派の合同による自由党の結成に主導的役割を果たした。同年、保守党政権に内閣不信任案を突き付けて総辞職に追い込み、第二次パーマストン子爵内閣を樹立した（→ラッセルとの和解と自由党の結成、→第二次パーマストン子爵内閣）。イタリア統一戦争を支援してフランスと対立を深め、フランスとの開戦を煽って、ナポレオン3世を弱腰にさせて英仏通商条約締結を成功させた（→イタリア問題・英仏通商条約）。しかし1864年の第二次シュレースヴィヒ＝ホルシュタイン戦争の調停の会議外交には失敗し、プロイセン王国宰相オットー・フォン・ビスマルクがドイツ統一の最初の地歩を築くことを阻止できなかった（→第二次シュレースヴィヒ・ホルシュタイン戦争をめぐって）。
その翌年の1865年、首相在任中に病死した（→死去）。

## 生涯

### 出生と出自
1784年10月20日、イギリス首都ロンドンのウェストミンスターで生まれた。
父はアイルランド貴族の政治家第2代パーマストン子爵ヘンリー・テンプル。母はメアリー（旧姓ディー）。父と同じ「ヘンリー」の名を与えられた。ヘンリーは第一子であり、後に弟1人と妹3人が生まれている。
テンプル家はもともとイングランド中部レスターシャーに領地を持つイングランド貴族だったが、薔薇戦争で一度没落した。しかしエリザベス朝期に人文主義哲学者サー・ウィリアム・テンプルがスペインとの戦争で活躍し、その功績でアイルランドに領地を与えられてアイルランド貴族に列したことで再興した。
そのウィリアム・テンプルの孫サー・ウィリアム・テンプルは近代随筆の先駆者、また外交官としてルイ14世の覇権に挑戦したことで名を馳せた。彼の弟であるジョンは、アイルランド議会の議長を務め、その子であるヘンリーの代に領地パーマストンの名前に由来してパーマストン子爵の爵位を得た。
その初代パーマストン子爵の曽孫が、この第3代パーマストン子爵、ヘンリー・ジョン・テンプルである。

### 少年・青年期

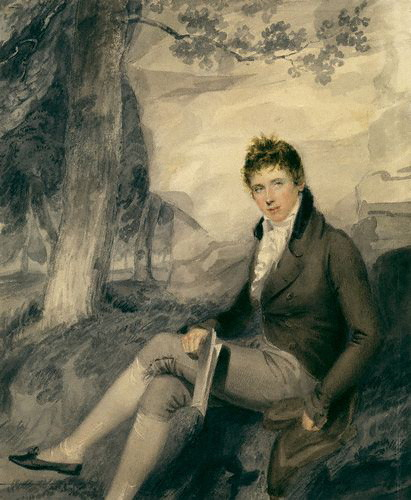
1802年のパーマストン子爵を描いた絵画（トマス・ハーピー画）

幼い頃のヘンリーはフランス人女性のガヴァネスから教育を受けた。彼女の影響でフランス語を学習するようになった。1792年から1794年にかけては両親に連れられてフランス、スイス、イタリア、ハノーファー、オランダなど大陸諸国を旅行した。この旅行中にフランス語とイタリア語を習得したという。
1795年5月に名門パブリック・スクールのハーロー校に入学した。同級生にハッドー卿（後のアバディーン伯爵）がいる。在学中ヘンリーはしばしば喧嘩し、倍の体格のいじめっ子にも勇敢に立ち向かったという。1799年には父に連れられて庶民院を見学した。この際に首相ウィリアム・ピットと握手した。
1800年にハーロー校を卒業し、父の薦めでスコットランドのエディンバラ大学に進学した。デュガルド・スチュワート教授から政治経済を学んだ。彼の薫陶を受けて自由主義的な思想を培うようになった。スチュワートは友人に宛てた手紙の中でヘンリーについて「これ以上はないというほど性格も品行も良い。」と書いている。
1802年4月の父の死により17歳にして第3代パーマストン子爵位を継承した。まだ若年であるため、マームズベリー伯爵が後見役に付いた。父を失った後も相続した所領から上がる収入を使って大学で勉学を続けた。
1803年10月にケンブリッジ大学セント・ジョンズ・カレッジに転校した。当時のケンブリッジ大学にはエディンバラ大学ほどいい教師陣がなかったので、パーマストン卿も学業より友達と遊ぶことに精を出したようである。1803年にフランスとの戦争がはじまると大学内に組織されたフランスの侵略に抵抗する部隊に入隊し、その部隊の三人の将校の一人となった。1805年1月には母が子宮癌で死去している。
貴族である彼は試験なしで学位をとることが可能だったが、試験によって卒業することを希望し、1806年に首席の成績で卒業した。

### 庶民院議員選挙への挑戦
パーマストン卿は父と同様に政治家を志した。
イングランド貴族やグレートブリテン貴族、連合王国貴族の場合、21歳以上の当主は自動的に連合王国貴族院議員に選出されるが、アイルランド貴族は1801年以前グレートブリテン王国とアイルランド王国が分離しており、別個に議会をもっていった沿革から貴族代表議員に選出されない限り連合王国貴族院議員になることはなかった。そのためパーマストン卿も21歳を過ぎても自動的に貴族院議員になることはなかった。
彼は庶民院議員を目指すことにし、いまだケンブリッジ大学在学中の1806年2月にウィリアム・ピットの死去に伴って行われたケンブリッジ大学選挙区補欠選挙にトーリー党候補として立候補したが、この選挙区は他に元首相シェルバーン伯爵の次男ヘンリー・ペティ卿と海軍卿・内務大臣を歴任したスペンサー伯爵の長男オールトラップ子爵という有力候補二人がホイッグ党候補として立候補していたため、結局パーマストン卿は三人のうち最下位の得票しか得られずに落選した。
同年10月の解散総選挙では、マームズベリー伯爵の推薦でホーシャム選挙区から出馬したが、選挙に不正があったとされて当選を認められなかった。
当時は小ピットとフォックスの相次ぐ死で議会政治が混乱していた時期であったため、翌1807年4月にも解散総選挙があった。パーマストン卿はこの総選挙に初めケンブリッジ大学選挙区から立候補したが、落選したため、ワイト島のニューポート選挙区に鞍替えし、そちらで当選を果たした。
四度目の挑戦にしてパーマストン卿は庶民院の議席を手に入れた。

### 下級海軍卿
パーマストン卿は、マームズベリー伯爵の後援のおかげで政界入りして早々にポートランド公爵内閣の下級海軍卿(Junior Lord of the Admiralty)の役職を与えられた。
1808年2月3日の処女演説では、前年に発生した王立海軍がデンマーク艦隊を捕獲した事件の弁護にあたった。処女演説なので温かく扱われたが、奥歯に物が挟まったような話し方が目立ち、出来の良い演説ではなかったという。

### 戦時大臣

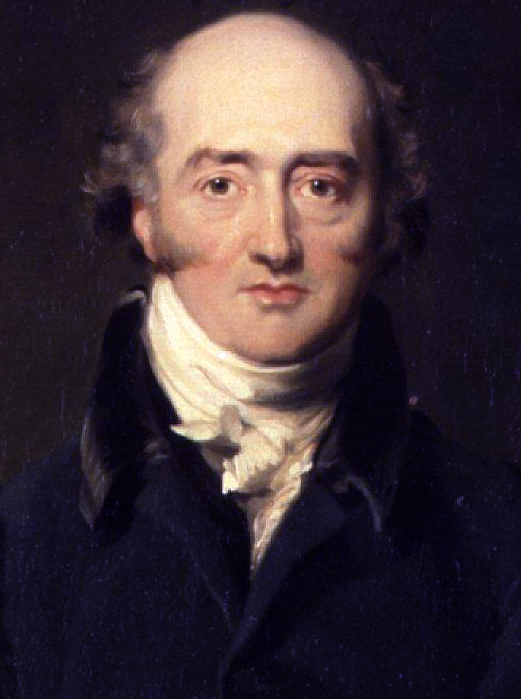
パーマストン子爵が大きな影響を受けたジョージ・カニング。

ポートランド公爵内閣は1809年10月に陸相カスルリー子爵と外相ジョージ・カニングの戦争遂行の方針をめぐる閣内不一致が原因で総辞職した。
ついで大命を受けたスペンサー・パーシヴァルの内閣において、パーマストン卿は大蔵大臣としての入閣の打診を受けたが、彼は「政界入りしたばかりの自分に閣内大臣職は早すぎる」と断り、代わりに閣外大臣職の戦時大臣に就任し、以降21年間この役職に在職することとなった。
1812年にパーシヴァル首相が暗殺され、リヴァプール伯爵が大命を受けて組閣した。パーマストン卿は引き続き戦時大臣に留任した。この頃ナポレオン戦争が終結し、以降陸軍予算を削りたい大蔵省と軍人の年金・恩給を確保しなければならないパーマストン卿の間でいざこざが増えたという。
リヴァプール伯爵内閣は長期政権となったが、カトリックの公務就任を認めるか否かをめぐって閣内の対立が深まった。カトリック解放を訴える急先鋒が外相ジョージ・カニングであり、パーマストン卿は彼から強い影響を受けてカトリック解放や自由主義的外交を支持した。
1827年2月に首相リヴァプール伯爵が脳卒中で倒れ、国王ジョージ4世はカニングに組閣の大命を与えたが、これに反発した反カトリック解放派のウルトラ・トーリーが政権から離脱した。トーリー党少数派のみを率いるカニングは、ホイッグ党の穏健派ランズダウン侯爵派と連立を組むことで組閣した。パーマストン卿はカニングを支持していたので引き続き戦時大臣として政権に残り、閣議への出席も認められた（閣内大臣）。
1827年8月にカニングが急死し、ゴドリッチ子爵の短期政権を経て、1828年1月にウェリントン公爵に組閣の大命があった。ウェリントン公爵はカトリック解放に反対の立場であり、パーマストン卿と意見が違ったが、ウェリントン公爵からこの問題は先送りにするので留任してほしいと説得されたためひとまず政権にとどまった。
しかしギリシャ独立戦争をめぐってオーストリア首相クレメンス・フォン・メッテルニヒと連携を深めようとしたウェリントン公爵の方針に反発を強めた（パーマストン卿はメッテルニヒに主導権を握られるとギリシャ独立が危うくなると考えていた）。。

### カニング派時代
パーマストン卿はパーシヴァル首相暗殺後、特定の党派に属していなかったが、1828年初頭までには「旧態依然としたトーリーと革新的すぎるホイッグの中間を行く」カニング派の領袖の一人と自他共に認められるようになっていた。
結局パーマストン卿は、カトリック解放問題や選挙法改正問題をめぐってウェリントン公爵や内務大臣サー・ロバート・ピール準男爵と対立を深め、1828年5月28日には戦時大臣を辞して政権から離れた。同じころ、他のカニング派閣僚の陸軍植民地相ウィリアム・ハスキソン、外相ダドリー伯爵、アイルランド担当相ウィリアム・ラム(後のメルバーン子爵)、商務相チャールズ・グラント(後のグレネルグ男爵)らも辞職している。
政界に入って以来、はじめて野党生活に入ったパーマストン卿だが、カニング派は実務経験豊富な人材の宝庫としてトーリー党からもホイッグ党からも注目されていた。とりわけパーマストン卿はカニング派の中では外交の専門家と目されており、ホイッグ党左派のホランド男爵にその能力を高く評価されていた。また当時ホイッグ党は党内の主だった派閥の領袖が貴族院に集中していたため、庶民院議員のパーマストン卿を迎え入れたいという声が強かった。
当時カニング派の最有力人物はハスキソンだったが、パーマストン卿はウェリントン公爵内閣外務大臣アバディーン伯爵の対ギリシャ外交への批判で存在感を一層高め、1829年夏までには派閥内でハスキソンに次ぐ地位を確立していた。
ハスキソンが1830年9月25日に鉄道事故で死亡すると、ホイッグ党首グレイ伯爵はメルバーン子爵とパーマストン卿に連絡をとり、ホイッグ党とカニング派の連携を確認した。さらにウェリントン公爵に反発して政権を離れたウルトラ・トーリーとも協力して、11月15日にウェリントン公爵内閣を議会で敗北させて総辞職に追い込んだ。およそ半世紀にわたったトーリー党政権がここに終焉した。

### グレイ伯爵・メルバーン子爵内閣の外相

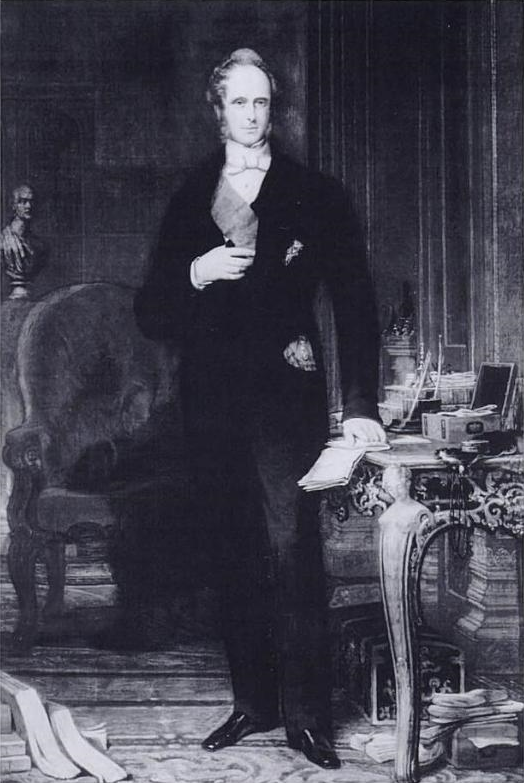
中年期のパーマストン子爵

1830年11月に国王ウィリアム4世よりグレイ伯爵に組閣の大命があり、ホイッグ党政権が誕生した。パーマストン卿は同内閣に外務大臣として入閣した。
1834年7月にはグレイ伯爵が老齢を理由に引退し、第1次メルバーン子爵内閣が成立したが、パーマストン卿は同内閣にも外相に留任した。同年11月に内閣は党内人事をめぐって国王ウィリアム4世と対立して罷免され、これによって一時ピールを首相とする保守党（1830年にトーリー党が改名）政権になるも、1835年の解散総選挙で保守党は多数派を得られなかったため、1835年4月にも第二次メルバーン子爵内閣が成立し、パーマストン卿は再び外相として入閣した。
この1830年から1834年のグレイ伯爵・第一次メルバーン子爵内閣、1835年から1841年の第二次メルバーン子爵内閣の間に外相として携わった外交問題に以下のものがある。

#### ベルギー独立をめぐって

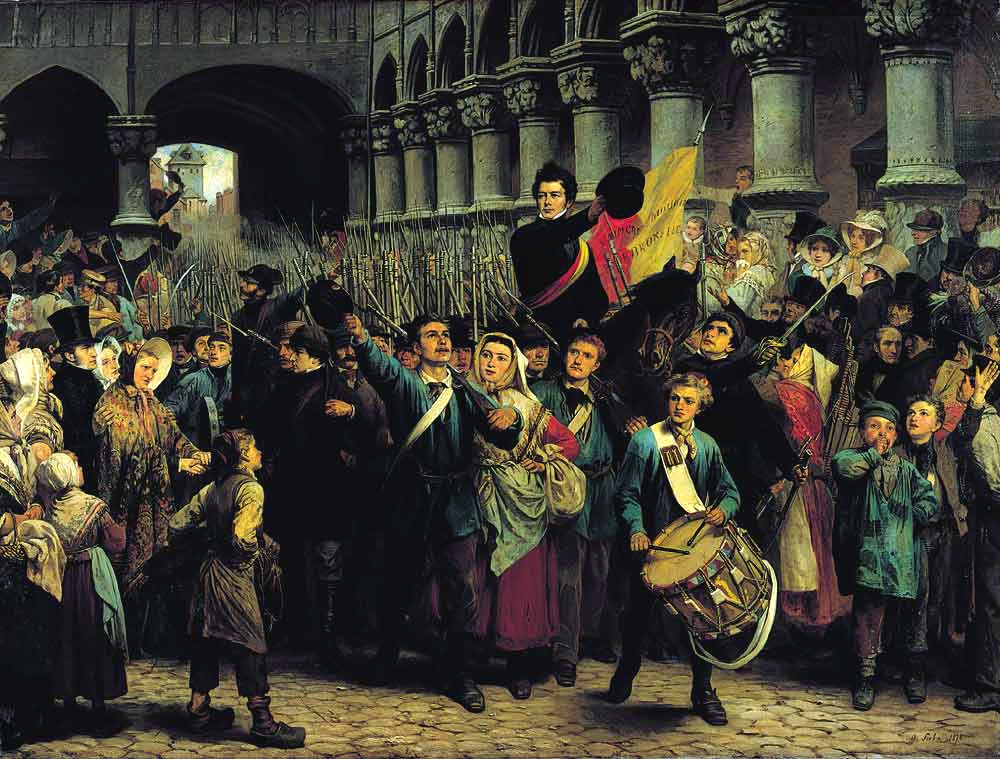
ベルギー独立革命を描いた絵画

パーマストン卿が外相に就任したばかりの頃の外交上の懸案はベルギー独立革命であった。
ベルギーは、ウィーン条約以来オランダ王室オラニエ＝ナッサウ家の統治下に置かれていたが、1830年7月のフランス7月革命の影響を受けて自由主義・ナショナリズムの機運が高まり、オランダ（当時絶対君主制の政体だった）からの独立を求める蜂起が発生し、10月にはベルギー独立が宣言されるに至った。周辺国も介入し、ロシア、オーストリア、プロイセンという神聖同盟を結ぶ絶対君主制三国がオランダを支援し、自由主義的なイギリスと7月王政下のフランスがベルギー独立を支援する構図になった。
ベルギーをめぐって欧州各国の対立が深まる中、前政権の英外相アバディーン伯爵が国際会議を提唱し、11月4日からロンドン会議が開催された。この会議のさなかにグレイ伯爵内閣への政権交代があり、新たに外相に就任したパーマストン卿が就任早々この会議を取り仕切ることとなった。
1831年1月20日の会議でパーマストン卿は各国の同意を取り付けて、ベルギーの永世中立国としての独立を認めた。続いて誰をベルギー君主にするかが焦点となったが、ベルギー国内ではフランスの庇護のもとに自由主義国家として独立を維持しようという世論が強かったため、2月3日にベルギー国民議会がロンドン会議に独断でフランス王ルイ・フィリップの次男であるヌムール公爵を国王に選出した。これに神聖同盟三国は激しく反発し、パーマストン子爵もヌムール公爵にベルギー王位を断念させるようフランス代表タレーランの説得にあたった。孤立を恐れたフランスは、ヌムール公爵にベルギー王位を辞退させた。
ヌムール公爵の線が消えると、首相グレイ伯爵はザクセン＝コーブルク家のレオポルド公子（亡きシャーロット王女の夫）のベルギー王即位を狙うようになり、パーマストン子爵もその意を汲んで会議でレオポルド公子を推した。パーマストン子爵の手腕で最終的にはフランスも神聖同盟三国もレオポルド公子をベルギー王とすることを支持した。ベルギー国民議会も6月4日にレオポルド公子の推戴に賛成する決議をし、レオポルドがレオポルド1世としてベルギー王に即位することとなった。
この後、レオポルド1世はベルギー領土の範囲、またオランダ国債のオランダとベルギーの負担割合をめぐってオランダと対立を深めていった。パーマストンが主導するロンドン会議ははじめレオポルド1世の主張を支持したが、それに反発したオランダ王ウィレム1世は8月2日にベルギー侵攻を開始、ベルギーは英仏に援軍を求めた。神聖同盟三国もオランダの明白なる侵略行為は擁護しがたく、ロンドン会議はフランス軍の出動を認めた。フランス軍がベルギーに進駐を開始するとオランダ軍は8月15日にベルギーから撤退した。フランス軍はそのままベルギーに進駐を続けようという構えを見せたが、神聖同盟三国の反発とパーマストン子爵の説得で最終的にフランス軍は撤収した。
この一連の騒ぎでロンドン会議はオランダ側に若干有利な修正議定書を採決したが、オランダ側はそれでも了解せず、最終的にウィレム1世が議定書を受け入れてベルギー独立を承認したのは1839年になってのことであった。
それでもベルギー独立がヨーロッパ大戦に拡大することなく実現できたのはパーマストン子爵の会議外交の手腕の賜物だった。国王ウィリアム4世はこの会議の功績でパーマストン子爵にバス勲章ナイト・グランド・クロス（GCB）を授与している。

#### 東方問題をめぐって

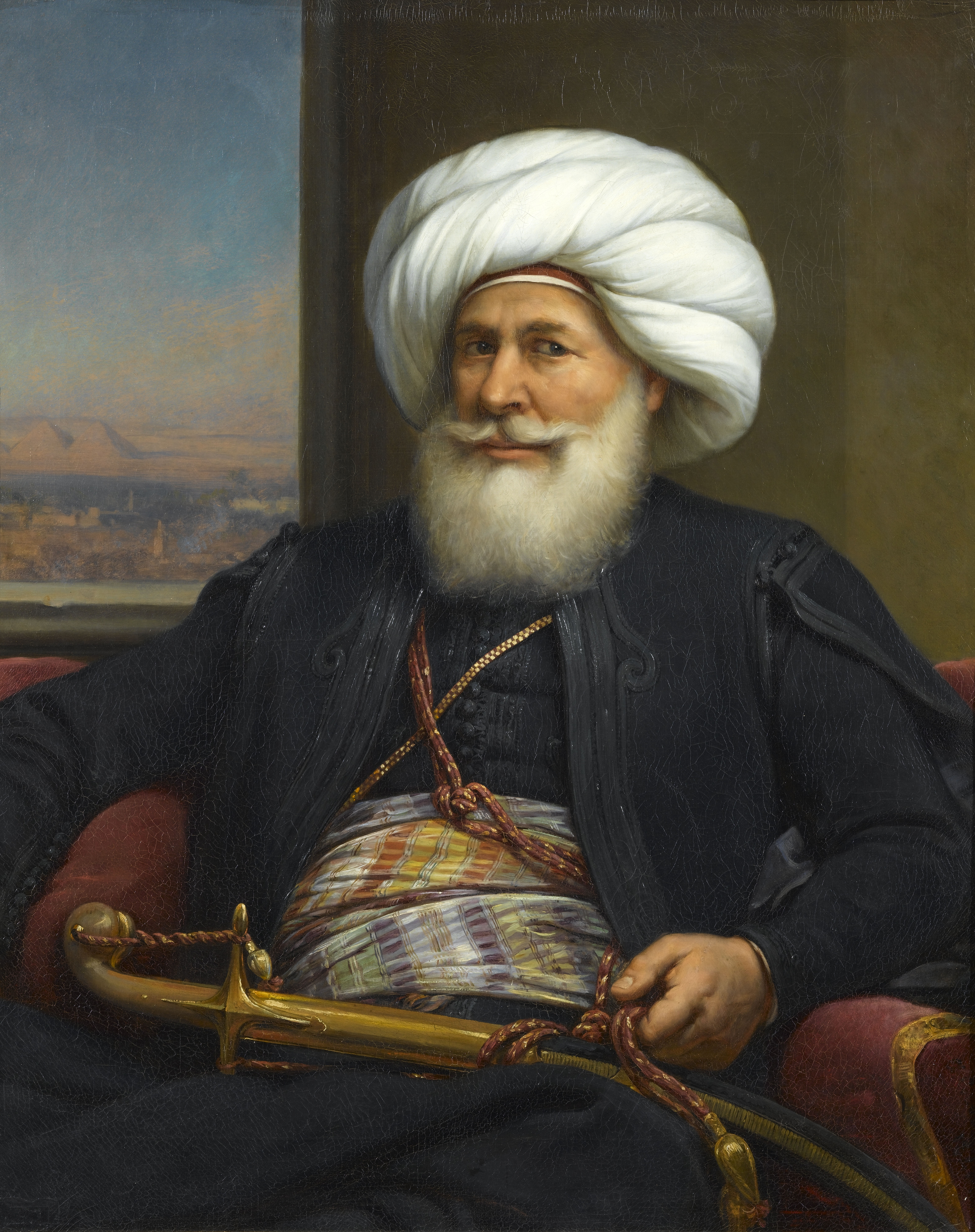
1841年のムハンマド・アリーを描いた絵画

この頃のエジプトはオスマン＝トルコ帝国総督ムハンマド・アリーの統治下に置かれていた。アリーはシリアの統治権を見返りにギリシャ独立戦争でトルコに海軍力を提供したが、同戦争に敗戦したトルコは、シリア総督職をアリーに渡そうとしなかった。これに不満を高めたアリーはシリアを武力でトルコから奪い取ることを企図するようになった。1831年10月からシリア支配権をめぐってエジプト・トルコ戦争が開戦し、エジプト軍が勝利した。
しかしトルコの領土は大英帝国にとって「インドの道」であり、失うわけにはいかなかった。またアリーは英国綿製品の輸入を制限するなどイギリスに敵対的な姿勢を示していたため、彼の覇権がシリアにまで拡大すれば、すでにトルコ領内に巨大市場を確立していた英国綿製品の脅威となる恐れがあった。
1831年の間はパーマストン子爵もベルギー独立問題への対応に忙しかったため、東方問題を捨て置いたが、1832年に入りトルコの敗色が濃厚になると介入を開始した。同じくロシア、オーストリア、フランスも介入を開始し、ロシアとオーストリアはトルコに、フランスはエジプトに好意的態度を取った（フランスは1830年にトルコからアルジェリアを奪取していたため、エジプトと連携を深めて足場を築こうとしていた）。
パーマストン子爵は、オーストリア宰相クレメンス・フォン・メッテルニヒと会議の場所をロンドンにするかウィーンにするかをめぐって争い、その間の1833年7月にロシアとフランスの調停でトルコ・エジプト間に和平が成立。またロシアはトルコにウンキャル・スケレッシ条約を締結させ、ダーダネルス海峡進出を認めさせている。これはパーマストン子爵には手痛い外交失態だった。
その後しばらく東方問題はロシア優位のまま沈静化していたが、1838年5月にムハンマド・アリーがトルコからの独立を宣言し、トルコ皇帝マフムト2世が1839年4月にエジプト征伐を決定したことで問題が再燃した。同年6月にイブラーヒーム・パシャ率いるエジプト軍はニジプの戦いでトルコ軍に決定的な勝利を収めた。この敗戦で弱気になったトルコ皇帝はムハンマド・アリーのシリア総督就任を認めるに至った。
エジプトの増長を警戒したパーマストン子爵が再び介入した。今回はオーストリアのメッテルニヒの顔を潰さないようウィーンで会議を行うことに同意しつつ、実質的交渉をロンドンで行うことで東方問題を主導することとした。親エジプトのフランスを無視して、ロシア、オーストリア、プロイセン、トルコとともにロンドン条約を締結し、スーダン以外の占領地の放棄をムハンマド・アリーに要求した。
しかしアリーはフランスの支援を期待して強硬姿勢をとったため、パーマストン子爵は1840年9月にイギリス、オーストリア、トルコ連合軍をベイルートへ上陸させ、シリア駐屯のイブラーヒーム軍をエジプト本国と切り離した。アリーの期待に反してフランス軍は動かず、エジプト軍は総崩れとなって本国へ撤収していった。アレクサンドリア沖にも英国艦隊が出現するに及んでアリーもついに諦めてロンドン条約を受け入れることを表明した。
1841年2月13日のトルコ皇帝の詔勅によってエジプトとスーダンはトルコの宗主権下でムハンマド・アリー家が総督職を世襲して統治することが認められたが、一方で将官の任免や軍艦製造は宗主国トルコの許可が必要とされ、またイギリスと不平等条約を結んでの自由貿易も受け入れることとなった。

#### 阿片戦争

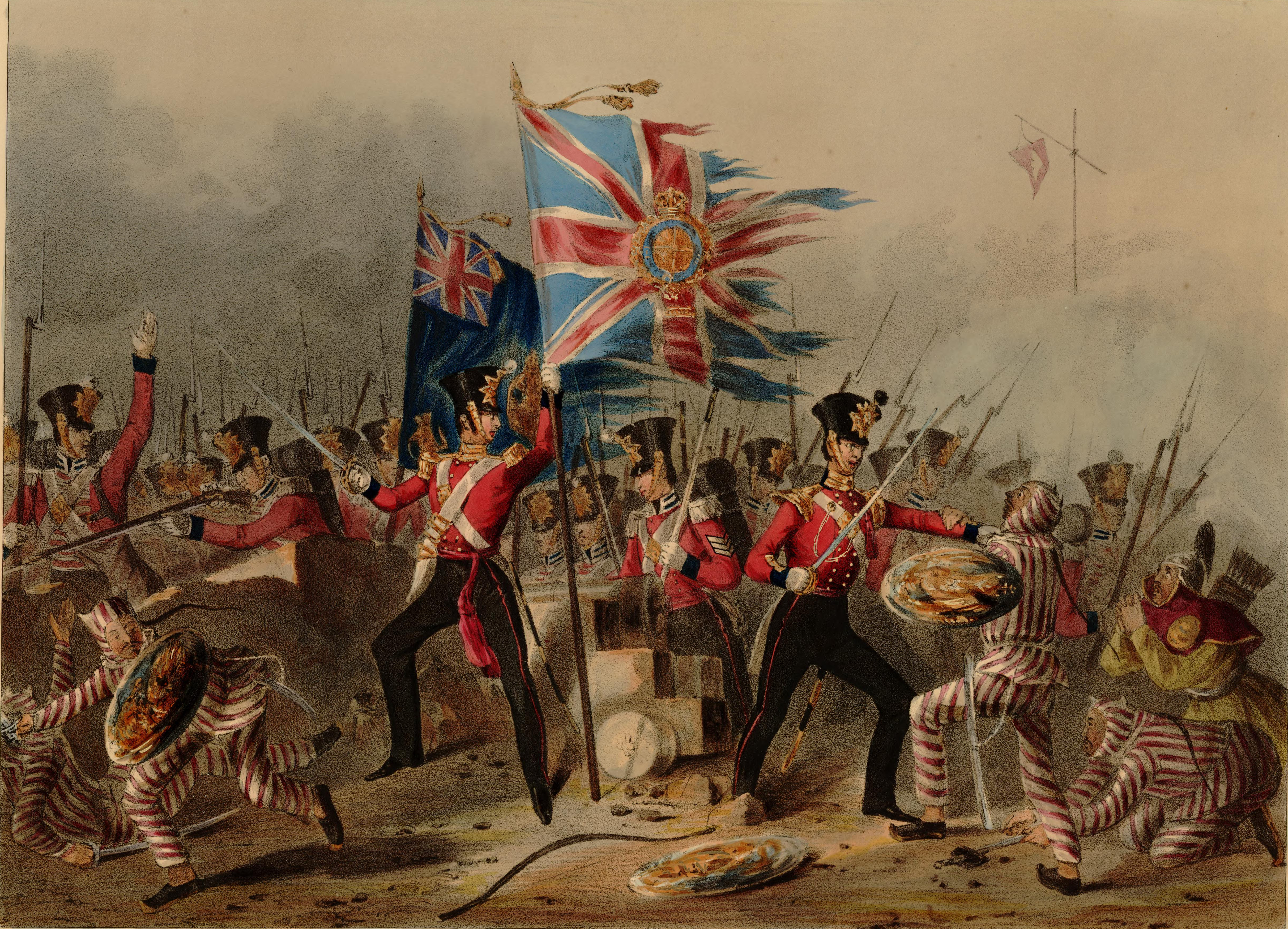
1841年8月26日、廈門で清軍を蹴散らす第18近衛アイルランド連隊。

清は広東港でのみヨーロッパ諸国と交易を行い、公行という清政府の特許を得た商人にしかヨーロッパ商人との交易を認めてこなかった（広東貿易制度）。しかしインド産阿片はこの枠外であり、イギリス商人が密貿易によって中国人アヘン商人に売っていたため清国内にアヘンが大量流入していた。1823年にはアヘンがインド綿花を越えて清の輸入品の第一位となり、清は輸入超過（銀流出）を恐れるようになった。
北京政府内で阿片禁止論が強まっていく中、パーマストン子爵は広東イギリス商人の権益を守るべく、1836年12月10日にチャールズ・エリオットを対清貿易監察官に任じて広東へ派遣した。また1837年11月2日には海軍省を通じて東インド艦隊の軍事行動の規制を緩めることで清への軍事的圧力を強化した。
しかし功を奏せず、清朝皇帝道光帝は林則徐を欽差大臣に任じて広東に派遣し、阿片吸引者の取り締まりのみならず、外国人商人からの阿片没収まで行った。林則徐は外国人商人に対し、以後阿片を持ち込まない旨の誓約書の提出を要求したが、エリオットは拒否し5月に広東在住の全英国人を連れてマカオに退去した。その後九竜半島でイギリス船員による現地住民殺害事件が発生したためもあり、林則徐は8月15日に誓約書を提出しない在マカオイギリス人への食料供給を禁じ、商館の中国人使用人の退去を命じた。エリオットはあくまで誓約を拒否したため、所在のイギリス人はマカオも放棄して船上へ逃れる羽目となった。
阿片禁止の報を受けたイギリス本国はパーマストン子爵の主導で開戦論に傾き、1839年10月1日にメルバーン子爵内閣の閣議において清遠征軍の派遣が決定された。パーマストン子爵は、1840年2月に現地に派遣する外交官や海軍に対して主要港を占領して揚子江と黄河を封鎖して不平等条約締結を清政府に迫るよう訓令した。1840年6月より始まった戦争はイギリス軍の圧勝に終わり、1842年8月には中国半植民地化への第一歩となった不平等条約南京条約が締結された。領事裁判権、公行制度の廃止、上海・寧波・広州・福州・廈門の開港、開港地の租借権、香港の割譲などを清に認めさせた。
この戦争中、英国本国では庶民院において当時保守党議員だったウィリアム・グラッドストンがこの戦争を「不義の戦争」と批判する質問を行ったが、この際にグラッドストンは「中国人は井戸に毒を撒いてもよい」という過激発言をした。答弁に立ったパーマストン子爵はこの失言を見逃さず、「グラッドストン議員は野蛮な戦闘方法を支持する者である」と逆に批判を返して、彼をやり込めた。

#### 第一次アフガニスタン戦争

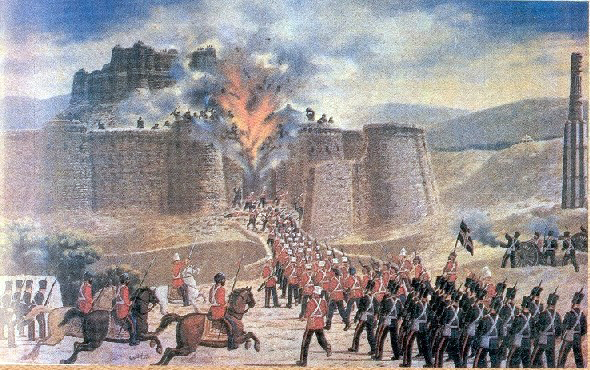
1839年7月、ガズニーの戦い

イギリス東インド会社が統治するインドの北方にあるアフガニスタン王国は、イギリスにとってロシア帝国との緩衝地帯だったが、1830年代になるとアフガン王ドースト・ムハンマド・ハーンが首都カーブルに秘密裏にロシア外交官を置くなど怪しい行動を取り始める。これについてインド総督オークランド伯爵は、1838年10月にシムラーにおいて「ドーストはロシアと手を組んでインドを侵略するつもりである。インドを護るためにはアフガンへ進攻して、正当なアフガン王であるシュジャー・シャーを王位に就ける必要がある。アフガンの独立が確保された後に我が軍は撤退する。」という宣言を発した。
しかしイギリス本国ではこの宣言について議会や世論からの反対論が根強かった。議会は関係文書の公開を求め、パーマストン子爵もそれに応じたが、公開された関連文書はドーストに好意的な部分が削除され、オークランド伯爵に都合がいいように改編されていた。
結局パーマストン子爵も英国議会もオークランド伯爵の方針に支持を与えたが、当時の電報はインドに到着するまで3カ月はかかったので、オークランド伯爵はその電報を確認することなく総督の自由裁量権で1838年12月からインダス軍にアフガン侵攻を開始させた。英軍は1839年8月にはドーストをカーブルから追って、シュジャー・シャーをアフガン王位に就けることに成功した。しかし1841年11月カーブルで反英闘争が激化して掌握不可能となり、それに乗じてトルキスタンに亡命していた前王の息子アクバル・ハーンがウズベク族を率いてカーブルへ戻ってきたため、イギリス軍は降伏を余儀なくされた。
アクバルはイギリス軍の安全な撤退を保障したが、約束が守られることなく、アクバル自らの手で英国全権公使サー・ウィリアム・マクノートンが殺害されたうえ、撤退する英軍戦闘員と非戦闘員に対しても現地部族民が略奪をしかけてきたため、大量の死者が出た。結局16000人のカーブル駐留イギリス軍で生き残ったのは軍医のウィリアム・ブライドンのみであった（第一次アフガン戦争）。大英帝国の威信は傷つき、メルバーン子爵内閣崩壊の原因となった。

#### 奴隷貿易廃止に努力
パーマストン子爵は、外相就任直後から各国に奴隷貿易を廃止させるための外交努力を行ってきた。
さらに奴隷貿易廃止を徹底するため、植民地大国間でお互いの船籍の臨検や拿捕を認める条約の締結を目指したが、イギリス海軍にフランス船籍が臨検されることを嫌がるフランスがごねて、なかなか調印にいたらなかった。結局この条約は後任のアバディーン伯爵外相のもとで締結されたが、条約の骨子を作ったのはパーマストン子爵であった。

### アバディーン伯爵の宥和外交批判
1841年の解散総選挙にホイッグ党が敗れたことで、メルバーン子爵政権は議会で敗北した。内閣は同年8月30日に総辞職し、ロバート・ピールの保守党政権が誕生した。
パーマストン子爵も外相の地位をアバディーン伯爵に譲って退任することになった。
アバディーン伯爵はタヒチ問題でフランスに、アフガニスタン問題でロシアに、奴隷貿易廃止問題でアメリカに譲歩するなど宥和外交を行った。それに対してパーマストン子爵は「賢明な政府は、国内の民衆の要求に耳を傾け、外国からの不当な要求は断固として撥ね退けるものである。しかるに保守党政権は、その逆であり、国内の民衆の要求は断固として退けながら、外国にはあらゆる譲歩をしている」と批判した。

### ラッセル内閣の外相

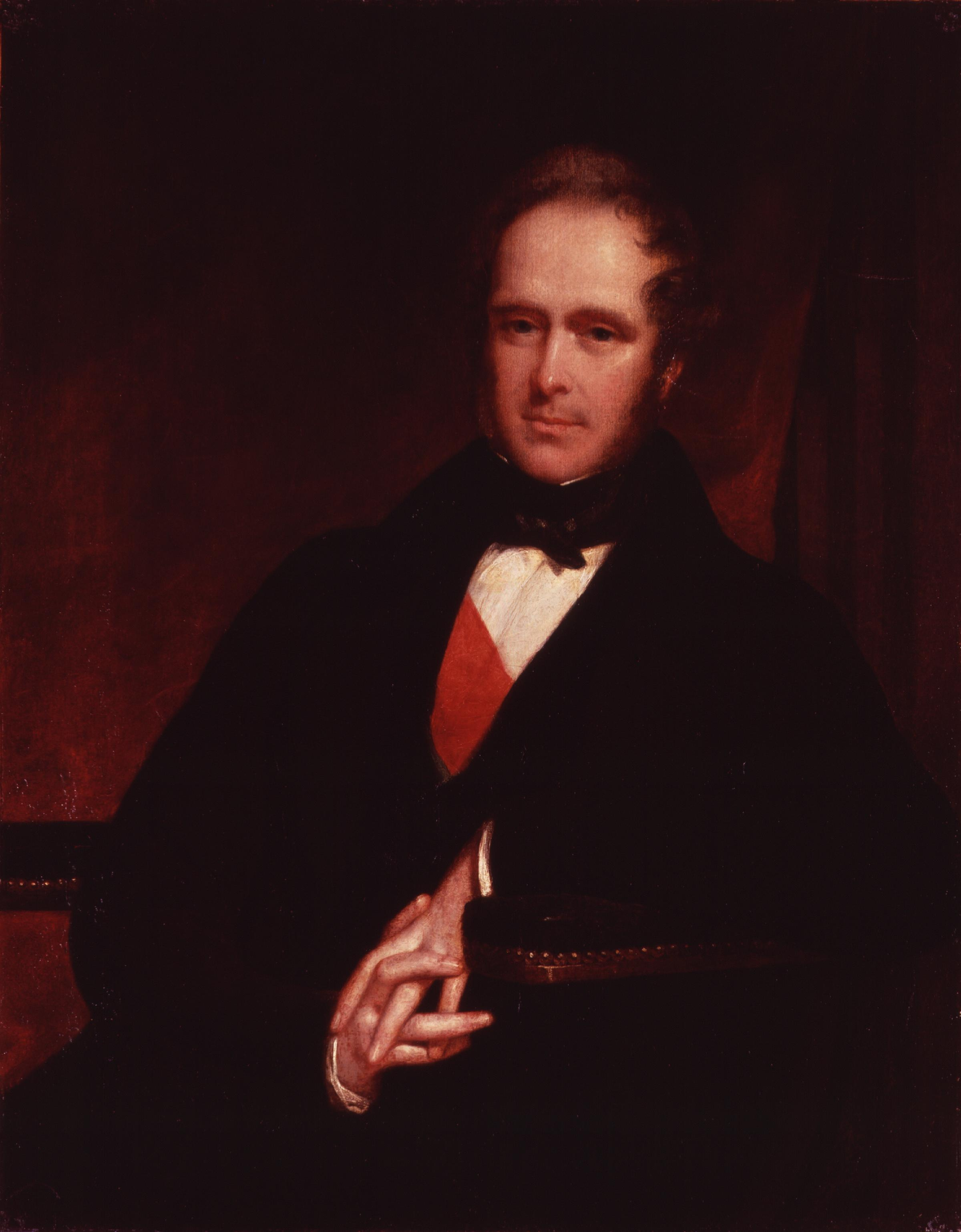
1844年から1845年頃のパーマストン子爵を描いた絵画

1845年からアイルランドでじゃがいも飢饉が発生した。パーマストン卿の所領もこの飢饉で大きな打撃を受けた。彼は領主として領内の小作人たちにカナダ移住を促した。
飢饉対策として行われた穀物法廃止をめぐって保守党政権は自由貿易派（ピール派）と保護貿易派に分裂して政権崩壊した。代わってジョン・ラッセル卿を首相とするホイッグ党政権が誕生し、パーマストン卿も同内閣に外相として入閣した。ラッセルの部下という形になったが、この頃にはパーマストン卿のホイッグ党内での権威はラッセルのそれとほぼ同等になっていた。
アバディーン伯爵の宥和政策にすっかり慣れていた諸外国にとっては強硬外交家パーマストン卿の復帰は「悪夢」であったという。

#### スイス内乱をめぐって

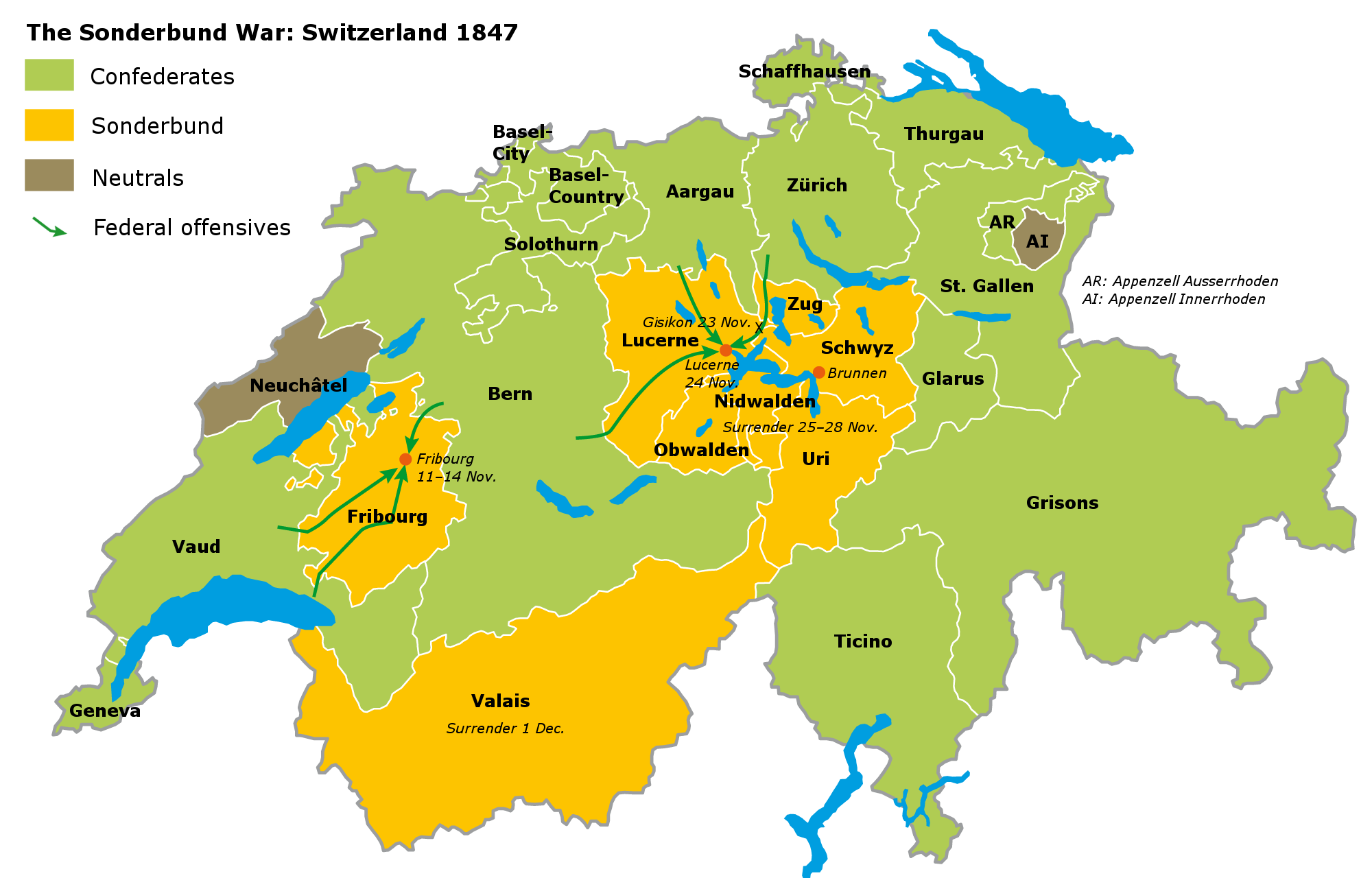
分離同盟戦争のスイス地図。黄色が分離同盟に属するカントン。緑が多数派のカントン。

ウィーン体制下でスイスは列強諸国から永世中立国と認められ、神聖同盟三国の弾圧を受けて逃れてきた自由主義者やナショナリストの避難場所になっていた。スイスは連邦国家であり、25のカントンと半カントンで構成されていた。カントンごとに政治体制が異なり、概して工業地域のカントンは自由主義的・プロテスタント的であり、農村地域は保守的・カトリック的だった。
自由主義の風潮が強まる中、保守的・カトリック的なカントンは危機感を強め、これらのカントンは1845年に「分離同盟 (Sonderbund)」を結成した。しかし1846年にはジュネーブで急進派が革命に成功し、さらに1847年には盟約者団会議（スイス連邦政府）が分離同盟に対して同盟解散とカトリック保守派の代表格イエズス会士を追放するよう要求した。分離同盟がこれを拒否すると盟約者会議は武力制裁を決議し、スイスは1847年11月に分離同盟戦争と呼ばれる内乱に突入した。
農村が中心の分離同盟に勝ち目は薄く、分離同盟は同じカトリック保守のオーストリア帝国に援助を要請した。オーストリア宰相メッテルニヒはこれを了承し、スイス内乱の調停のためのウィーン会議の開催を目指した。またフランス7月王政もこの頃には国内の自由主義者の革命を警戒してだいぶカトリック保守化していたため、メッテルニヒを支持した。これに対してパーマストン子爵は反分離同盟的な態度を示してロンドンでの国際会議を提唱したが、サルデーニャ王国やプロイセン王国も分離同盟寄りの態度をとってロンドンでの会議に反対したため、パーマストン子爵は孤立してしまった。当のスイス政府も国際会議にかけられること自体に乗り気ではなかった。
スイスの内乱は1847年のうちに自由主義政府の勝利に終わり、またその翌年にはフランスやオーストリアなどに1848年革命が発生し、各国ともスイスどころではなくなったため、この問題は収束していった。

#### 1848年革命をめぐって
1848年2月にフランス7月王政が打倒され、共和政が樹立された。フランス臨時政府外相アルフォンス・ド・ラマルティーヌがウィーン体制に対して曖昧な態度を取ったことで、神聖同盟三国が激しく反発したが、パーマストン子爵が割って入って三国をなだめてヨーロッパ大戦を回避した。
3月に入るとオーストリアやプロイセンでも革命が発生し、オーストリア首相メッテルニヒが失脚した。プロイセンでも自由主義内閣が立ち上げられた。オーストリアの統治下にある北イタリアにも革命が広がった。このような中、スイス問題で孤立したパーマストン子爵も自由主義外交の旗手として再びヨーロッパ国際政治の中心に立ったのである。

#### サルデーニャのロンバルディア進攻をめぐって
1848年革命の影響で北イタリアをはじめとするオーストリアの支配地域でも続々とナショナリズム蜂起が発生した。自由主義者のパーマストン卿は、これまでもオーストリアのメッテルニヒ体制が自由主義や民族主義を弾圧しながら異民族の地を統治していることを批判的に見ていたが、それらの地が収まっている間はあえて介入する意思はなかった。だがこのような騒乱状況となった今、ロンバルディアはサルデーニャ王国に割譲し、ヴェネトにも自治権を認めることでイタリア民族主義に譲歩すべきと考えるようになった。一方でパーマストン卿はイギリス以外の国がイタリア問題に介入してくることを嫌い、フランス臨時政府にサルデーニャに加担しないよう釘を刺すことも忘れなかった。
1848年秋頃には早くも革命に衰退の兆しが見られるようになり、パーマストン卿は革命が完全に鎮静化する前にブリュッセルなど自由主義的な土地でイタリア問題に関する国際会議を開催しようとしたが、1858年12月にはオーストリアで皇帝フランツ・ヨーゼフ1世と首相兼外相フェリックス・シュヴァルツェンベルク侯爵の保守的で反英的な体制が成立したため、うまくいかなかった。
一方サルデーニャ国王カルロ・アルベルトは1849年3月にもイタリア統一のためロンバルディア進攻を開始すると宣言した。パーマストン卿は特使を派遣して仲裁しようとしたが、オーストリアが国際会議開催を認めなかったため、オーストリアとサルデーニャは開戦に至った。サルデーニャの進攻はヨーゼフ・フォン・ラデツキ元帥率いるオーストリア軍の反撃で停滞。1849年3月のノヴァーラの戦いでサルデーニャ軍はオーストリア軍に決定的な敗北を喫し、カルロ・アルベルトも退位に追いやられた。
パーマストン卿はオーストリアが北イタリアへの支配力を回復した今、イタリア・ナショナリズムのために軍事介入する意思はなく、この段階ではこれ以上サルデーニャに肩入れすることはなかった。

#### 第一次シュレースヴィヒ・ホルシュタイン戦争をめぐって

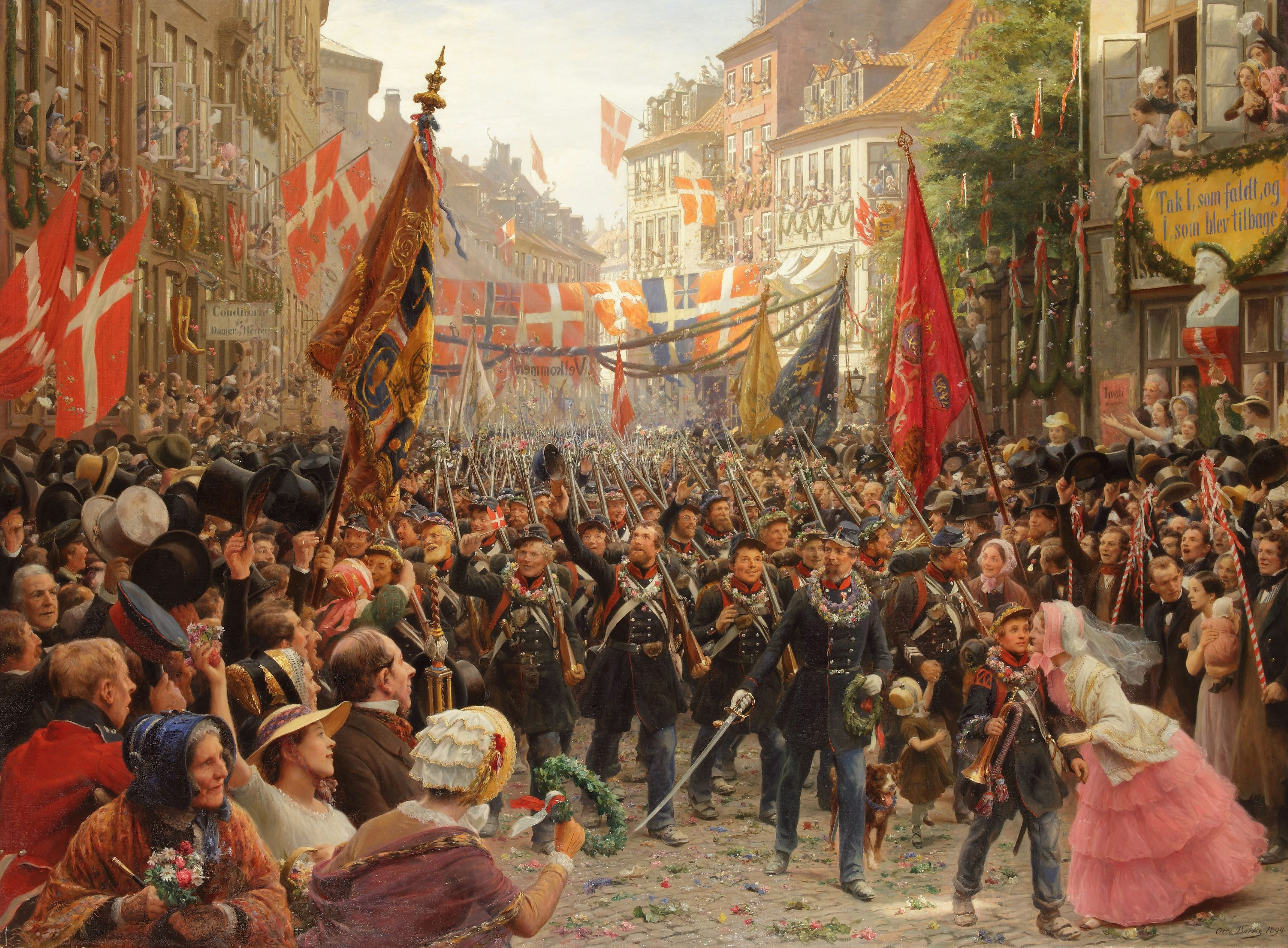
第一次シュレースヴィヒ・ホルシュタイン戦争からコペンハーゲンに帰還したデンマーク兵たちを描いた絵画（オットー・バッケ画）

1848年革命のナショナリズムの高まりの影響で、1848年4月8日、デンマーク（当時絶対君主制国家だった）の同君連合下にあるシュレースヴィヒ公国とホルシュタイン公国で両公国のドイツ連邦への吸収合併を求めるドイツ民族主義者とデンマーク軍の戦闘が勃発した。プロイセン国王フリードリヒ・ヴィルヘルム4世もドイツ・ナショナリズム支援のために介入を決定し、4月10日にもシュレースヴィヒ・ホルシュタインへ進軍してデンマーク軍を同地から追い払った（第一次シュレースヴィヒ＝ホルシュタイン戦争）。
この問題をめぐってはプロイセンのバルト海進出を恐れているロシアが、デンマーク側で参戦する可能性が高かった。パーマストン卿はロシアの参戦を阻止すべく、国際会議で仲裁しようとした。ロシア外相カール・ロベルト・ネッセルローデはパーマストン卿に共同介入を提案したが、パーマストン卿はそれを拒否し、単独介入を目指した。4月末までにデンマーク・プロイセン両国から国際会議開催への合意を得たが、5月にはプロイセン軍がデンマーク領へ侵攻を開始し、これに激怒したロシアがフランスとともに参戦をちらつかせてプロイセンを脅迫し、6月にプロイセン軍はデンマーク領からの撤退を余儀なくされた。ロシアとスウェーデンの斡旋で8月にはデンマーク・プロイセンは一時休戦した。
ここでパーマストン卿は、恒久的平和実現のためとしてシュレースヴィヒ・ホルシュタイン問題を話し合うロンドン会議を提唱した。孤立無援状態だったプロイセンはこれを支持し、またシュレースヴィヒで劣勢に立ったままのデンマークも支持した。こうして10月からパーマストン卿を議長とするロンドン会議が開催された。パーマストン卿は「シュレースヴィヒはデンマークに統合しつつドイツ語圏住民に独自の憲法制定権を含めた自治権を付与し、一方ホルシュタインはデンマーク王の同君連合のままドイツ連邦に加盟する」という案で会議をまとめようとしたが、デンマーク王フレデリク7世はこれを承諾しなかった。その頑なな態度にプロイセンやドイツ連邦もデンマークとの交渉を打ち切った。
1849年4月から戦闘が再開されたが、この頃オーストリアはデンマークを後押ししてプロイセンに背後から襲いかかろうと策動していた。プロイセンとドイツ・ナショナリズムに明らかに不利な情勢の中、パーマストン卿はデンマークを軍事的優位に立たせる以外にロンドン会議をまとめることができないと確信し、プロイセンとオーストリア双方に介入しないよう圧力をかけた。これにより両国とも不介入を決定し、以降、この戦争はシュレースヴィヒ・ホルシュタインの中のドイツ・ナショナリストとデンマークだけの戦いへと変化していく。これによりデンマーク側が軍事的に有利に立った。
そのうえでパーマストン卿は1849年9月に改めてロンドン会議を招集した。パーマストン卿の主導する粘り強い交渉の末、デンマークにもドイツ側にも一定の譲歩をさせることができた。シュレースヴィヒ・ホルシュタイン両国とも引き続き同君連合のもとデンマーク王の統治下に置かれることやグリュックスブルク家のクリスチャンがフレデリク7世の後を継ぐこと、デンマーク自体に自由主義的な憲法を導入することなどが取り決められた。これらの合意は1850年8月にロンドン議定書という形で結実した。

#### ドン・パシフィコ事件
1850年初夏、ギリシャ・アテネ在住の英国（ジブラルタル）籍のムーア人系ユダヤ人商人ドン・パシフィコは、その前年に反ユダヤ主義者に邸宅を焼かれて財産を奪われた件で巨額の賠償金をギリシャ政府に要求したが、ギリシャ政府はこれを拒否した。パシフィコはイギリス外務省に助けを求めた。
ちょうどこの頃イギリスとギリシャはイオニア諸島の領有問題で争っていたため、パーマストン卿はこの事件をギリシャ恫喝の絶好のチャンスと見た。英国艦隊をピレウス港に派遣し、パシフィコの要求に応じるようギリシャ政府を恫喝した。ギリシャ政府はこの恫喝に屈服し、パシフィコに賠償金を支払い、またイオニア諸島のイギリス領有を認める羽目となった（ドン・パシフィコ事件）。
このパーマストン卿のやり方をフランスやロシアが批判し、国内でもヴィクトリア女王や野党が批判した。女王は「一個人の利益のために国家全体を危険に晒してはならない」と訓戒した。貴族院はパーマストン卿不信任案を決議した。庶民院でもピール派のウィリアム・グラッドストン、保守党のベンジャミン・ディズレーリ、急進派のリチャード・コブデンら野党議員が鋭く批判した。
これに対してパーマストン卿は6月25日に答弁に立ち、次のような歴史に残る演説で反論した。
この英国民の自尊心をくすぐる演説は圧倒的な世論の支持を受け、たちまちのうちにパーマストン卿は国民的英雄となった。この演説には野党議員さえもが感動し、グラッドストンは「並はずれた名演説」と評し、ロバート・ピールは「我々の誰もが彼を誇りに思わずにはいられなかった」と評した。
情勢は逆転し、庶民院は46票差でパーマストン卿不信任案を否決した。

#### 女王夫妻との対立

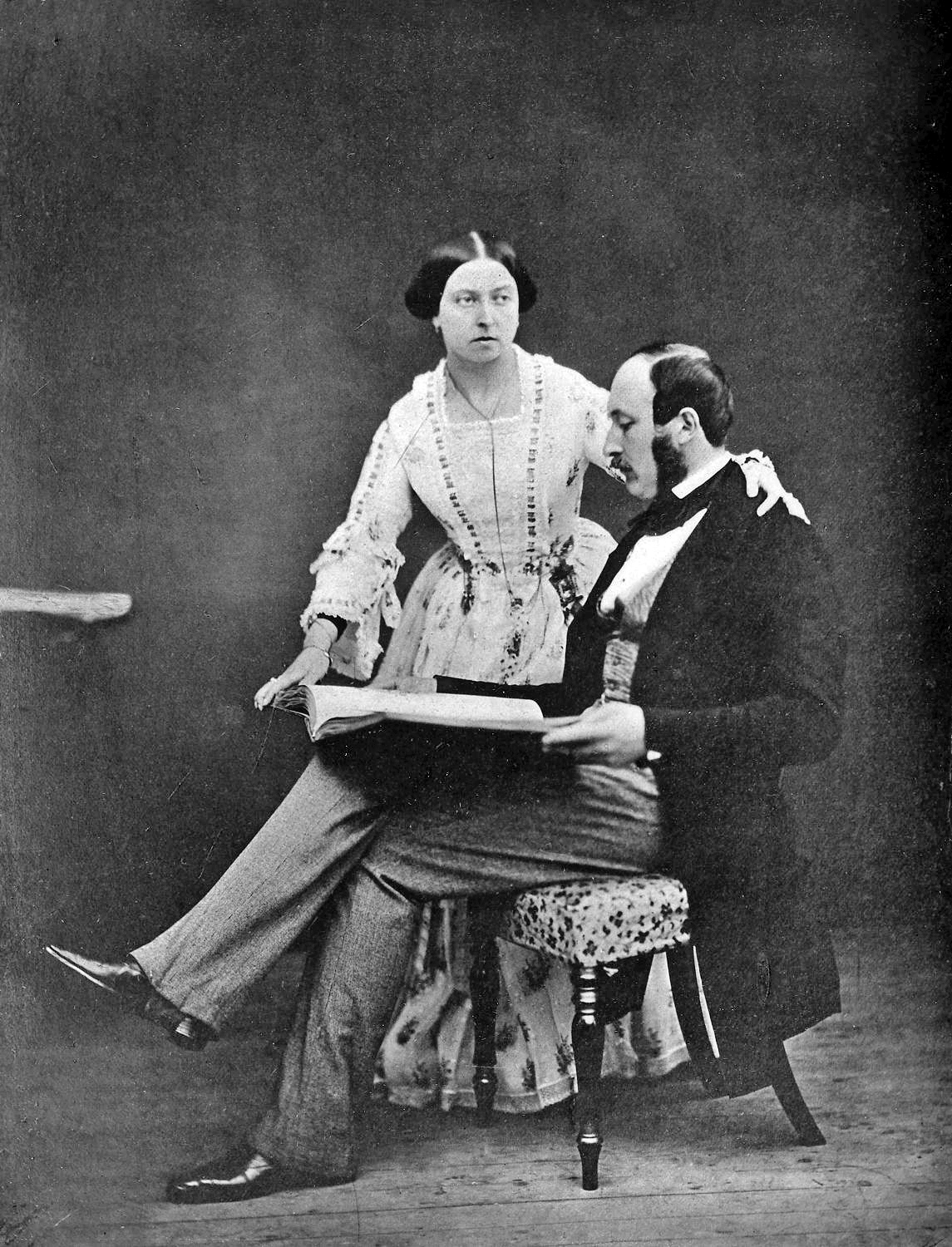
ヴィクトリア女王とアルバート公子（1854年）

ヴィクトリア女王やその夫アルバート公子は、ドイツ連邦の領邦ザクセン＝コーブルク＝ゴータ公国の公家の血を引いており、ドイツ連邦二大国プロイセン・オーストリアと良好な関係を保ちたいと願っていた。そのため反普・反墺的態度をとることが多いパーマストン卿の自由主義外交に辟易していた。
また女王夫妻は、二人の叔父であるベルギー王レオポルド1世がオルレアン家のフランス王ルイ・フィリップの娘ルイーズと結婚していた関係で親オルレアン家であり、そのオルレアン家を倒して樹立されたフランスの共和政体を嫌っていた。パーマストン子爵の外交についてもフランスと接近し過ぎと考えていた。
さらにパーマストン卿は女王夫妻に事前報告せず、事後報告で済ませようとすることが多かったが、女王夫妻はこれにも不満を抱いており、ドン・パシフィコ事件の際には首相ジョン・ラッセル卿とパーマストン卿双方に対して「1、外務大臣は何を行おうとしているか女王に明確に述べること、女王が何に裁可を与えたか把握するためである。2、一度女王が裁可を与えた場合にはそれ以降外務大臣は独断で政策を変更・修正してはならない。そのような行為は王冠に対する不誠実であり、行われた場合には大臣罷免の憲法上の権限を行使するであろう」という警告を行っているほどである。この時にはパーマストン卿もやり方を改めることを約束した。

#### 解任
1851年12月にフランスで大統領ルイ・ナポレオンが議会に対してクーデタを起こした。ラッセル内閣は「女王陛下の政府はクーデタに中立の立場をとる」ことを閣議決定した。
ところがパーマストン卿が女王にも首相ラッセルにも独断で駐英フランス大使アレクサンドル・ヴァレフスキに対してこのクーデタを承認する言明をしていたことが発覚した。
女王は激怒し、「これでは女王の政府の公正と威信が世界中から疑われる」とラッセルを叱責した。ラッセルはこれまでパーマストン卿の国民人気と党内右派の支持を配慮して彼の独断外交に目をつぶってきたが、今回は許容しなかった。ついにパーマストン卿は外相を解任された。この退任の際に連合王国貴族の爵位とアイルランド総督への転任の話があったが、パーマストン卿はいずれも拒否している。
女王は叔父ベルギー王レオポルド1世に宛てた手紙の中で彼の解任について「私たちのみならず、世界中の人々にとって嬉しいニュースをお伝えいたします。パーマストン卿はもはや外務大臣ではないのです。」と書いている。

### パーマストン派の形成とラッセルとの対立

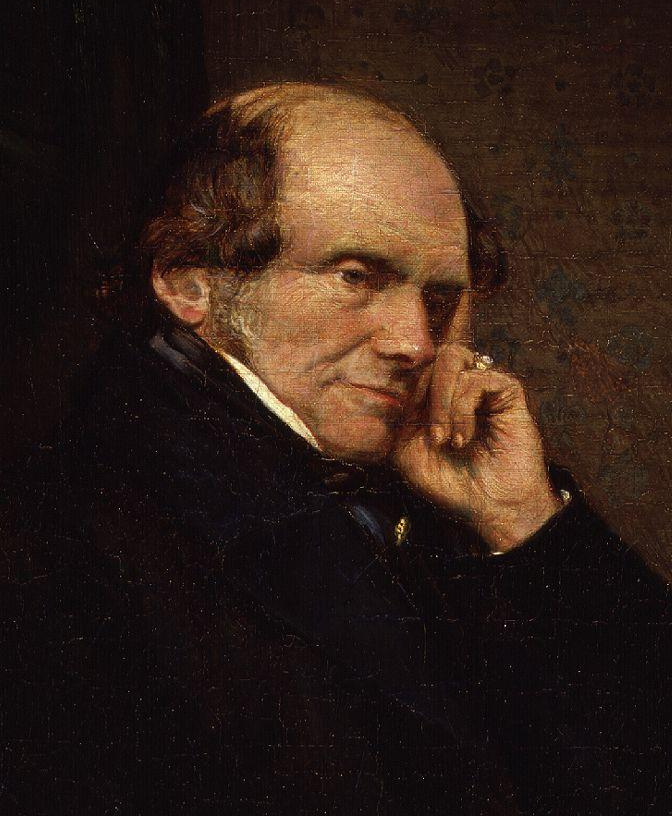
パーマストンと並ぶホイッグ党二巨頭のジョン・ラッセル卿。

以降ホイッグ党は自由党結成までパーマストン派とラッセル派という二大派閥に引き裂かれることとなった。両派は第三会派や世論を取り込もうと、それぞれ別個のアピールをするようになった。ラッセル派は主に議会改革、パーマストン派は主に砲艦外交や強硬外交を主張した。
ラッセル内閣はクーデタによって独裁権力を手にしたフランスのルイ・ナポレオン大統領（1852年12月には皇帝に即位してナポレオン3世となる）が、伯父の仇をとろうとイギリスに上陸作戦を決行するのではという不安に駆られており、それに対抗するため1852年2月に会期が始まった議会でイングランド南東岸に民兵組織を作る法案を提出した。
パーマストン卿はラッセル内閣倒閣を狙って、その法案の修正法案を提出した。保守党庶民院院内総務ディズレーリがパーマストン卿に協力することを決定し、修正法案はパーマストン派と保守党の賛成多数で可決され、ラッセル内閣は総辞職することとなった。このパーマストン卿の修正動議は世に「しかえし (Tit for tat)」と呼ばれた。
この後、保守党党首ダービー伯爵が大命を受けて組閣した。保守党はパーマストン卿を保守党政権に引き込みたがっており、ディズレーリから保守党庶民院院内総務の地位を譲ると持ちかけられ、またダービー伯爵からも大蔵大臣として入閣してほしいと要請を受けた。しかしパーマストン卿はいずれも拒否している。女王はパーマストン卿をとことん嫌っていたため、これに安堵したという。しかし組閣後もディズレーリはパーマストン卿を誘い続け、パーマストン卿の方も入閣こそしなかったが保守党政権に好意的な態度をとっていた。
1852年12月、大蔵大臣ディズレーリの作成した予算案がピール派、急進派、ホイッグ党ラッセル派など野党勢力の反対多数で否決され、第一次ダービー伯爵内閣は総辞職することとなった。親保守党政権的な立場をとってきたパーマストン卿はこの予算案採決に欠席した。

### アバディーン伯爵内閣の内相
パーマストン卿とラッセルの険悪な関係は続き、両者ともお互いにその下に就くことを拒否したため、ホイッグ党首班の内閣を作るのは無理な情勢であった。1851年12月、女王は長老政治家ランズダウン侯爵の助言に従ってピール派領袖アバディーン伯爵に組閣の大命を与えた。
アバディーン伯爵内閣はピール派、ホイッグ党、急進派の連立によって組閣されたが、ピール派や急進派はパーマストン卿が外相になることに反対したため、外相の地位にはラッセルが就任し、パーマストン子爵には外相以外の好きな閣僚ポストが提供されることになった。パーマストン卿は当初「外相以外は受けるつもりはない」と入閣を拒否していたが、ランズダウン侯爵の説得を受け入れて内務大臣として入閣することになった。
内相となったパーマストン卿は1853年の新工場法制定を主導し、若い労働者の保護に尽力した。また工場の石炭の煙の規制など環境・公害問題にも取り組んだ。この内閣ではアバディーン伯爵やラッセルが中心となって都市選挙区の熟練労働者に選挙権を拡大させる法案が検討されたが、パーマストン卿は「立法権を貴族・地主・ジェントリから実業家・商人・労働者に譲り渡すことになりかねない」として反対の立場をとり、推進派のアバディーン伯爵やラッセルと対立を深めていった。
内相時代にも彼の主たる関心は外交にあった。とりわけフランス皇帝ナポレオン3世がトルコからパレスチナのカトリック保護権を得て、同地のギリシャ正教会の保護権を主張していたロシアと対立を深めていることに注目していた。パーマストン卿は1853年1月からアバディーン伯爵、ラッセルとともに閣内に置かれた外交検討グループのメンバーになっていたため、その資格でこの問題に積極的に発言した。
閣内ではパーマストン卿やラッセルらホイッグ党系閣僚がトルコ・フランスに好意的な態度をとり、逆にアバディーン伯爵やグラッドストンらピール派閣僚がロシアに好意的だった。ロシアはアバディーン伯爵の平和外交でイギリスが中立の立場をとるだろうと期待し、他方トルコとフランスはパーマストン卿の強硬外交でイギリスが対ロシア参戦するだろうと期待していた。そのため双方とも強硬姿勢を崩さなかった。その結果、1853年10月にロシアとトルコは開戦してクリミア戦争が勃発した。
閣内分裂状態になったアバディーン伯爵内閣だが、そもそも同内閣はパーマストン卿とラッセルというホイッグ党二巨頭の支持無くしては存続できないので、結局決定的な主導権を握ったのはこの二人だった。その結果、内閣は対ロシア主戦論に傾き、1854年3月にイギリスはフランスとともにロシアに宣戦布告した。
しかしクリミア戦争は膠着状態となり、1855年1月29日にはジョン・アーサー・ローバック議員提出の戦争状況を調査するための秘密委員会設置を求める動議が大差で可決され、アバディーン伯爵内閣は総辞職に追い込まれた。

### 第一次パーマストン子爵内閣

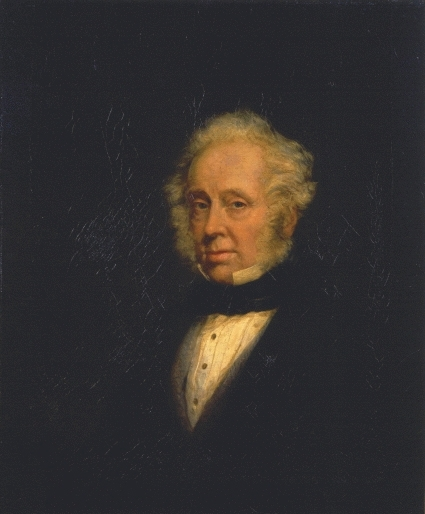
1855年頃のパーマストン子爵を描いた肖像画

次の首相はパーマストン卿以外は考えられないというのが一般的な評価だった。パーマストン卿はフランスとの同盟維持に不可欠な人材であったうえ、国内的にも彼は第二次世界大戦中のチャーチルのごとく戦争遂行の象徴的人物になっていたためである。
パーマストン卿を嫌うヴィクトリア女王は保守党党首ダービー伯爵、ホイッグ党貴族院院内総務ランズダウン侯爵、ラッセルの順に大命を与えていったが、三人ともパーマストン卿とピール派の協力を得られなかったために組閣できなかった。パーマストン卿は首相を狙える立場であるから、彼らの内閣の外相に甘んじる必要がなく、全員からの入閣要請を拒否したのである。
ランズダウン侯爵がパーマストン卿を次の首相に推挙するに及んで女王も抵抗を諦め、2月6日にパーマストン卿に組閣の大命を与えた。70歳にしての首相就任であり、この時点では歴代最高齢での首相就任だった（後にグラッドストンに抜かれる。ただし初めて首相に就任した年齢の比較では現在でもパーマストン卿が歴代最高齢である）。
内閣成立直後にピール派閣僚数名が閣外に去ったが、基本的に内閣はこれまで通りのホイッグ党・ピール派・急進派の連立政権だった。

#### クリミア戦争
クリミア戦争の戦況は、クリミア半島セヴァストポリ要塞の戦いでロシアの堅い守備に阻まれて苦戦を強いられていた。パーマストン卿が目下やらねばならないことはクリミア戦争に道筋をつけることであった。
オーストリア外相カール・フォン・ブオル＝シャウエンシュタイン伯爵の提唱で1855年3月から3か月にわたって開催されたウィーンでの和平交渉会議にパーマストン子爵は、ラッセルを英国代表として派遣した。パーマストン卿はセヴァストポリ要塞を陥落させない限り、ロシアがこちらの要求を呑むはずはなく、会議は失敗におわると考えており、そのため元首相のラッセルを派遣することでイギリスが会議を重視していることを国際社会に示しつつ、会議の失敗を理由にラッセルを失脚させようと考えたのである。パーマストン卿の予想通り、黒海における海軍力制限にロシア代表アレクサンドル・ゴルチャコフ公爵が難色を示したことで1855年6月に会議は決裂した。これによりラッセルの権威は低下し、パーマストン卿のホイッグ党内における優位が確立された。
1855年9月、ついに英仏軍はセヴァストポリ要塞を陥落させることに成功した。ナポレオン3世はこれを機に戦争終結の交渉に入ることを希望するようになった。ロシアも同要塞の陥落直後には交渉で不利な立場に立たされることを嫌がって継戦の姿勢を示していたが、1856年に入ると終戦を望むようになり、譲歩の姿勢を示すようになった。
パーマストン卿は継戦を希望していたが、連合軍の戦力の中心はフランス軍であったからフランスが戦意をなくしてはパーマストン卿も折れるしかなかった。イギリスの孤立を避けるためにもナポレオン3世の提唱するパリでの国際会議に賛同することとなった。同会議の結果、1856年3月14日にパリ条約が締結され、黒海の非武装化、ドナウ川の航行自由化、モルダヴィア公国とワラキア公国のトルコ返還（自治権付与）が取り決められて終戦した。
講和をめぐって彼が主導権を発揮することはできなかったが、女王からは4月11日に「戦争が終結し、この国の名誉と利益がパリ条約によって守られたことに満足の意を示します。これもパーマストン卿の熱意と指導力の賜物です。そこで女王は卿にガーター勲章を贈ります」とする書簡を送られた。イギリス臣民のガーター騎士団の人数には24名という定数があり、騎士団員が死んで席が空かない限り、新しい騎士団員を任命することはできないが、パーマストン卿は特例として席が空くまでの暫定として「特別騎士（extra Knight）」に叙されることになった。

#### アロー戦争

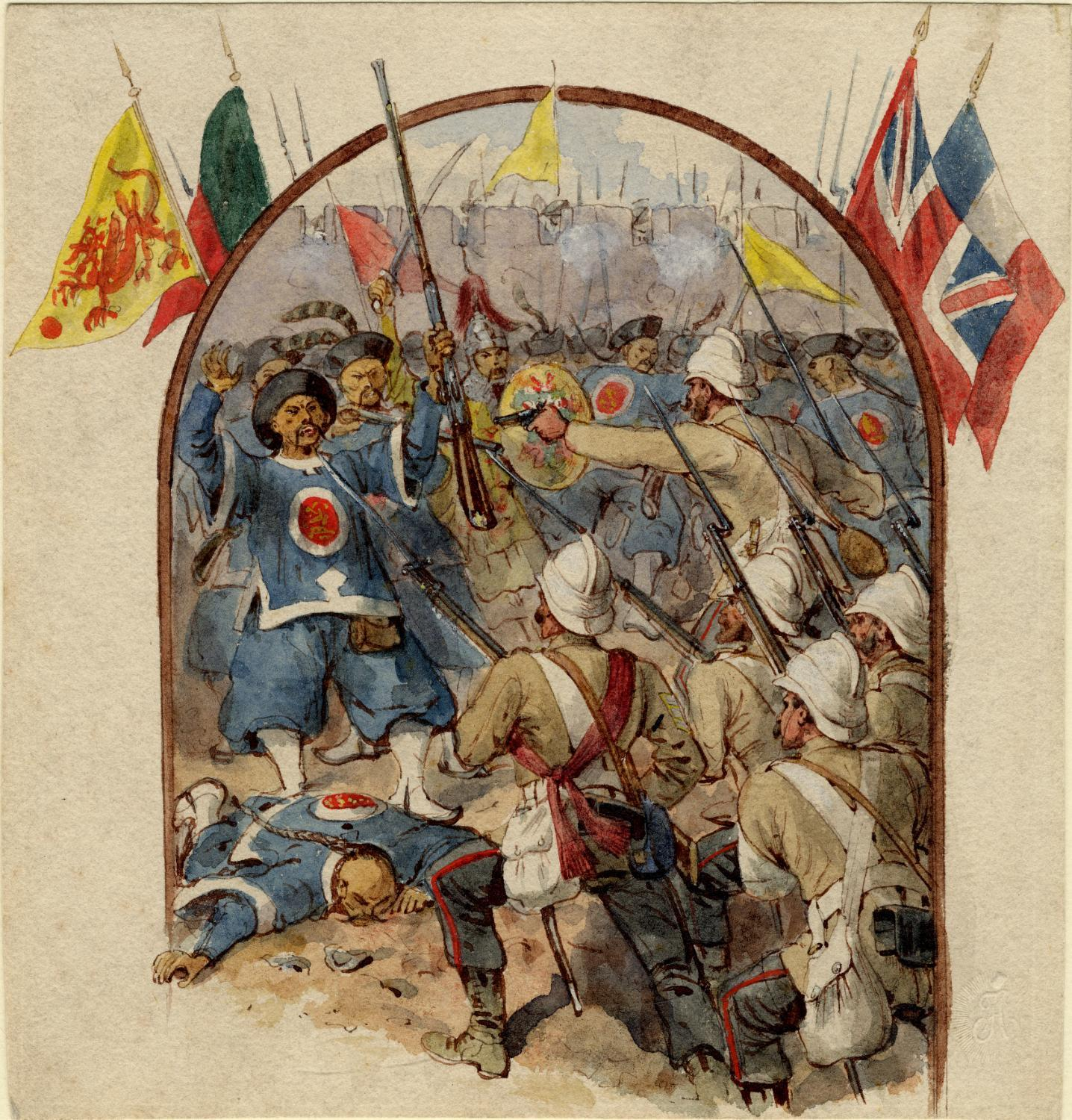
大沽砲台攻防戦を描いた絵画

阿片戦争で清に自由貿易を拡大させたはよかったが、イギリスの主要輸出品木綿の清への輸出量はその後もあまり増えておらず、マンチェスター綿産業を中心に清に更なる市場開放を迫るべしという声が強くなっていった。
また清国内では依然として阿片は禁制品であったが、イギリス人は先の阿片戦争で締結した南京条約を盾に阿片の流入をやめようとはせず、清政府や中国人の間には反英感情が高まっていた。広東では、中国半植民地化に反発する民衆が排外暴動を起こすようになり、イギリス人が広東市内に入れなくなった。イギリス香港総督がこれについて抗議したが、両広総督・欽差大臣耆英は応じなかった。また「夷狄の首府侵入」を許すことによって権威が低下することを恐れていた清政府は、イギリス外交官と北京政府の直接交渉を認めず、外交窓口を広東に派遣する欽差大臣に限定し続けていた。これらはイギリス側に介入のきっかけを与えることとなった。
パーマストン子爵は清の姿勢を不誠実、いい加減、無法だとしていらついていた。上海領事サー・ラザフォード・オールコックが再度武力行使して条約改正を清政府に迫るべしと進言したのを機にパーマストン子爵もその決意を固めた。
1856年10月、香港総督は、清国官憲がイギリス(香港)籍船舶アロー号に入ってきて中国人12名を海賊容疑で逮捕した事件を口実にして、香港駐屯イギリス海軍に広東への攻撃を開始させた。その報告を受けたパーマストン子爵は直ちに香港総督の武力行使に追認を与え、自分が全責任を負うと通達した。
だが庶民院では野党が人道的観点からこの戦争を批判した。1857年3月には急進派のリチャード・コブデン議員提出のパーマストン子爵批判動議が保守党、ピール派、急進派の議員たちの賛成で可決された。これに対してパーマストン子爵は4月に解散総選挙に踏み切った。広東の清の高官を「無礼な野蛮人」と呼ぶなどのパーマストン子爵の攻撃的なパフォーマンスは、英国民の愛国心を刺激して共感を呼び、選挙は党派を超えてパーマストン子爵を支持する議員たちが大勝し、強硬な戦争反対派議員はほぼ全員落選した。
フランス皇帝ナポレオン3世も広西省でフランス人神父が殺害された事件を口実にアロー戦争に参戦した。英仏連合軍は広東を占領して北上し、1858年5月に大沽砲台を占領して北京を窺い、6月には清に天津条約を締結させた。だが清政府にとってこの条約は北京陥落を防ぐための便宜的手段であり、条約を守る姿勢を見せなかったため、一度撤収した英仏軍は再び北進を開始し、1860年8月に大沽砲台を再度陥落させ、今度こそ北京を占領した。これにより清は天津条約以上に厳しい条件の北京条約を締結する羽目になった。清は巨額の賠償金、天津など11港の開港を認めることとなった。
またこの戦争中の1858年8月、天津条約締結で一時暇になっていた英国艦隊を日本に派遣し、「応じないなら50隻の軍艦で攻めよせる」と江戸幕府を脅迫して不平等条約日英修好通商条約を締結させることにも成功している。

#### インド大反乱の鎮圧

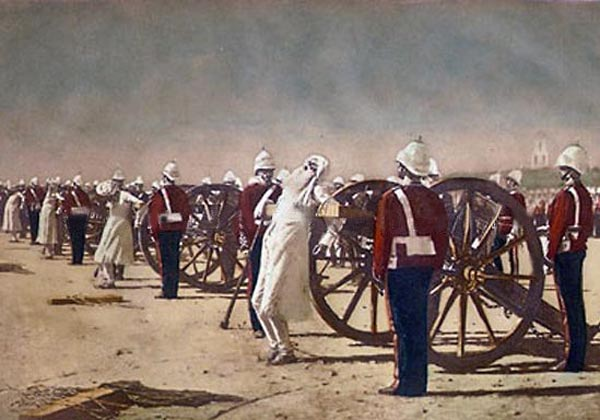
インド大反乱に参加したインド人を大砲で吹き飛ばす死刑に処すイギリス軍を描いた絵画。

1857年5月、エンフィールド銃に牛脂や豚脂を使用しているという噂が直接の原因となって、イギリス東インド会社が統治するインド・メーラトでセポイ(イギリス東インド会社の傭兵)たちが蜂起した。反乱セポイ達はデリーへ向かい、形式的なインドの統治者であるムガル帝国皇帝バハードゥル・シャー2世を擁立してイギリスに対して反乱を起こした（インド大反乱（セポイの反乱））。地方にも続々と反乱政府が樹立されていき、北インド全域に反乱が拡大した。
反乱勃発当初、パーマストン子爵は早期に鎮圧されるだろうと楽観視していたが、予想に反して反乱は長引いた。これについて女王は「無関心を決め込まず、責任を果たせ」という叱責の書簡をパーマストン子爵に送りつけている。反乱軍による残虐行為がイギリス本国に伝わるとイギリス国民の怒りに火が付いた。パーマストン子爵も反乱インド人たちの行動を「地獄の底から這い出てきた悪魔にしかできないような所業」と批判し、反乱鎮圧に本腰を入れた。インド人が「悪魔の風」と呼んだイギリス軍の残虐な鎮圧戦が開始された。
デリーは陥落し、反乱軍が逃れたラクナウも陥落した。1857年のうちには反乱の勢いは萎んでいき、鎮圧に向かった。地方の反乱は翌1858年まで続いたが、それも1858年6月のグワリオール陥落でほぼ平定され、7月にはインド総督カニング子爵が平和回復宣言を行った。
1857年12月に召集された議会でパーマストンは来年の議会で東インド会社の廃止、女王陛下の政府による直接統治へ移行する法案を提出すると宣言した。ただ、この法案が実現するのは続くダービー伯爵政権においてであった。

#### 総辞職
1858年1月、イタリア・ナショナリストフェリーチェ・オルシーニ伯爵によるフランス皇帝ナポレオン3世暗殺未遂事件が発生した。ナポレオン3世は無事だったが、市民に多数の死傷者が出た。オルシーニ伯爵はイギリス亡命中だった人物で爆弾もイギリスのバーミンガムで入手しており、フランス国内からイギリスは暗殺犯の温床になっているという批判が強まった。
フランス外相アレクサンドル・ヴァレフスキ伯爵は殺人共謀をもっと厳しく取り締まるようパーマストン子爵に要請した。パーマストン子爵はこの要請を受け入れ、殺人共謀の重罰化の法案を議会に提出した。
ところが、これがイギリス人の愛国心を刺激して反発を招き、「フランスへの媚び売り法案」との批判が噴出した。庶民院でもトマス・ミルナー・ギブソン議員から法案の修正案が提出され、この修正案が16票差で可決された。
これを受けて第一次パーマストン内閣は総辞職に追い込まれた

### ラッセルとの和解と自由党の結成
1858年2月25日に保守党政権の第二次ダービー伯爵内閣が成立した。1859年3月に大蔵大臣・保守党庶民院院内総務ディズレーリが庶民院に提出した選挙法改正法案が否決されたことで解散総選挙となり、保守党があと少しで過半数を獲得できるところまで議席を伸ばし、野党は危機感を強めた。
また同年、イタリア統一を目指すサルデーニャ王国が、ナポレオン3世のフランス帝国を味方に付けて、オーストリア帝国（当時イタリア半島北部をロンバルド＝ヴェネト王国として支配し、またウィーン体制で復活したイタリア半島小国家群や教皇領に巨大な影響力を行使していた）と開戦した（イタリア統一戦争）。イギリスでは保守主義者が反ナショナリズムの立場からオーストリアに共感をよせ、一方自由主義者はナショナリズム支援の立場からフランス・サルデーニャ連合軍に共感を寄せていた。パーマストン子爵も親イタリア派で知られていたので、フランスのナポレオン3世もパーマストン子爵の政権復帰を望む意思を隠そうとはしなかった。
このイタリア戦争勃発による自由主義ナショナリズムの盛り上がりと保守党に対する危機感を背景に自由主義諸派の間には合流の機運が高まった。
1859年6月2日、パーマストン子爵がジョン・ラッセル卿の邸宅を訪問し、二人は和解した。6月6日にはウィリシズ・ルームズでホイッグ党、ピール派、急進派の300人近い議員が会合を開いた。会合ではパーマストン子爵がジョン・ラッセル卿に手を引かれて壇上に上がるなど二人の和解を強調する演出がなされるとともに、三派の合同による自由党の立ち上げ、ダービー伯爵内閣不信任案提出の方針が宣言された。
こうして結成された自由党は6月7日に内閣不信任案を提出し、10日の採決でこれを可決させた。これを受けてダービー伯爵内閣は総辞職した。

### 第二次パーマストン子爵内閣

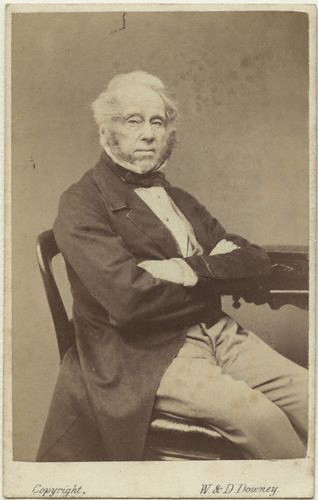
1863年のパーマストン子爵

パーマストン子爵とジョン・ラッセル卿の約定では二人のうちヴィクトリア女王から大命を受けた方を自由党党首とし、もう一人はそれを支えることになっていた。ところが女王は自分の意見をないがしろにして強硬外交をしがちなこの二人を嫌っており、グランヴィル伯爵に大命を与えた。
グランヴィル伯爵は「パーマストン卿とジョン・ラッセル卿の協力が得られましたら」という条件で受諾し、早速二人に入閣を打診した。パーマストン子爵は入閣を了承したものの、ラッセルは年下のグランヴィル伯爵のもとで働くことを拒否したため、グランヴィル伯爵は組閣を断念した。女王はラッセルの身勝手さに怒り、結局パーマストン子爵に大命を与えた。
こうして1859年6月に第二次パーマストン子爵内閣が成立した。ジョン・ラッセル卿は外相、また後の首相ウィリアム・グラッドストンが蔵相として入閣した。

#### イタリア問題・英仏通商条約

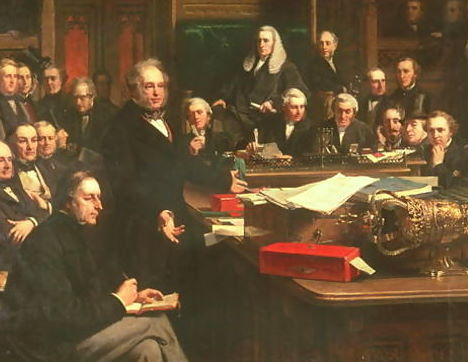
英仏通商条約の批准を庶民院に求めるパーマストン子爵を描いた絵画

1859年7月にフランス皇帝ナポレオン3世はサルデーニャ王国に独断でオーストリア帝国とヴィッラフランカの休戦協定を締結した。だがジュゼッペ・ガリバルディらイタリア民族主義者のナショナリズムを止めることはできず、ガリバルディ率いる義勇軍はイタリア半島の絶対君主制小国家群に次々と侵攻し、その領土をサルデーニャに献上していき、1861年2月にイギリス型立憲君主制国家イタリア王国が樹立されるに至った。
このガリバルディの独断の戦争を支援している国はパーマストン子爵率いるイギリスだけだった。イタリア統一阻止の立場に転じていたナポレオン3世がイギリスを恨んでいるという噂が広まってイギリスでにわかに反フランス感情が高まりを見せた。フランスとの開戦を求めてイギリス各地で義勇軍が結成されるほどだった。パーマストン子爵もそうした反仏感情を煽っていた。
イギリスで高まる反仏感情を憂慮したナポレオン3世はこれを和らげようと、国内の保護貿易主義者の反対を押し切って、イギリス蔵相グラッドストンが提唱した英仏通商条約の締結に応じ、イギリス工業製品の関税を大幅削減した。この条約によりイギリスの対仏輸出は倍増した。

#### アメリカ南北戦争をめぐって

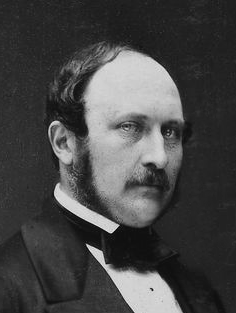
パーマストン子爵の対米強硬姿勢を正し、米英戦争の危機を回避した王配アルバート公子。

1861年4月にはじまったアメリカ南北戦争についてパーマストン子爵はイギリスの厳正中立を宣言した。しかしアメリカ南部から綿花輸入の8割を頼っているイギリスにとってはアメリカ南部との関係が断たれたのは大打撃だった。
同年11月にはアメリカ連合国（南軍）が秘密裏に英仏に送ろうとした外交使節団の船トレント号をアメリカ合衆国（北軍）の艦隊が拿捕する事件が発生した（トレント号事件）。パーマストン子爵はこれに激怒し、12月5日に女王に送った覚書で、「アメリカ合衆国がイギリスの要求を拒むなら、イギリスはいつにも増してアメリカ合衆国に厳しい打撃を与え、簡単に忘れられない教訓を悟らせる有利な状況にあります」などと武力行使の可能性を示唆し始めた。
外相ラッセル伯爵（ジョン・ラッセル卿。1861年に伯爵に叙される）の作成した強硬姿勢丸出しの外交文書を読んだ女王夫妻は、このままではアメリカ合衆国と戦争になると確信し、その阻止に動いた。薨去直前のアルバート公子は、最後の力を振り絞ってこの外交文書を柔和な文体に変更し、その変更をパーマストン子爵やラッセル伯爵に受け入れさせた。このおかげで米英戦争勃発、あるいはイギリスの南北戦争介入の危機は回避されたのだった。
ところがアルバート公子の薨去後、南北戦争が長期化の様相を呈する中で、再びイギリス政界に南北戦争介入の機運が高まり始めた。1862年10月7日に蔵相グラッドストンは南軍支援と取られかねない演説をニューカッスルで行い、逆に陸相サー・ジョージ・コーンウォール・ルイス准男爵はグラッドストンを批判して南北戦争介入は現時点で一切考えていないと演説した。しかもこの二人の演説はいずれもパーマストン子爵の許可を得ていなかった。
パーマストン子爵は閣僚たちの独断行動にイライラしながらもこの問題での発言を注意深く避けた。とりわけ南軍寄りの態度は控えるようになった。1862年9月のアンティータムの戦いでの北軍の勝利により、北軍に戦況が傾き始めたこともあるが、それ以上に北軍のエイブラハム・リンカーン大統領が奴隷制解放を大義に掲げたからである。これは奴隷貿易廃止に尽力してきたパーマストン子爵としても共感するところが多かった。最終的にパーマストン子爵は1862年11月の閣議で南北戦争不介入の方針を改めて決定した。
しかしアメリカ合衆国は南北戦争が終わったのちの1869年にイギリス政府に対し損賠賠償を請求し、仲裁裁判の結果、イギリス政府は1,550万ドルを支払うことになった（アラバマ号事件）。請求の理由は、第3代パーマストン子爵内閣下の造船所で建造された船舶が南北戦争にあたり南軍私掠船（軍艦）として提供され北軍に損害を与えたことであった。初めての国際仲裁裁判で裁判官5名が判決した最終的な賠償金1,550万ドルはワシントン条約の一部となり、イギリスは1872年にこれをアメリカに支払った。なお、イギリスが北軍の海上封鎖と違法な漁業権割譲により被った損害192万9819ドルはこのとき相殺された。この裁判により米英関係は改善した。

#### ポーランド人蜂起をめぐって
1863年1月、ロシア帝国領ポーランドでポーランド人の自由主義ナショナリズムが高まり、蜂起が発生した（1月蜂起）。プロイセン王国宰相オットー・フォン・ビスマルクはロシアの蜂起鎮圧に協力したが、一方フランス帝国のナポレオン3世は蜂起側に共感を寄せ、自らが国際会議を主導して調停に持ち込むことを考えていた。
各国のナショナリズムを利用してフランスの影響力拡大を図ろうというナポレオン3世の野望に警戒を強めていたパーマストン子爵は、イギリス主導で国際会議を行う必要があると考え、「イギリスにはウィーン条約に基づきポーランド問題に介入する権限がある」との見解をロシア外相アレクサンドル・ゴルチャコフに伝えたが、ゴルチャコフは「ウィーン条約などすでに時効だ」と述べて難色を示した。ビスマルクがゴルチャコフと共同歩調を取ったため、パーマストン子爵も国際会議開催を諦めざるをえなかった。
一方ナポレオン3世はパリでの国際会議を提唱したが、ウィーン体制を破壊しようというナポレオン3世の野心を見て取ったパーマストン子爵はこれに反対を表明して阻止した。

#### 第二次シュレースヴィヒ・ホルシュタイン戦争をめぐって

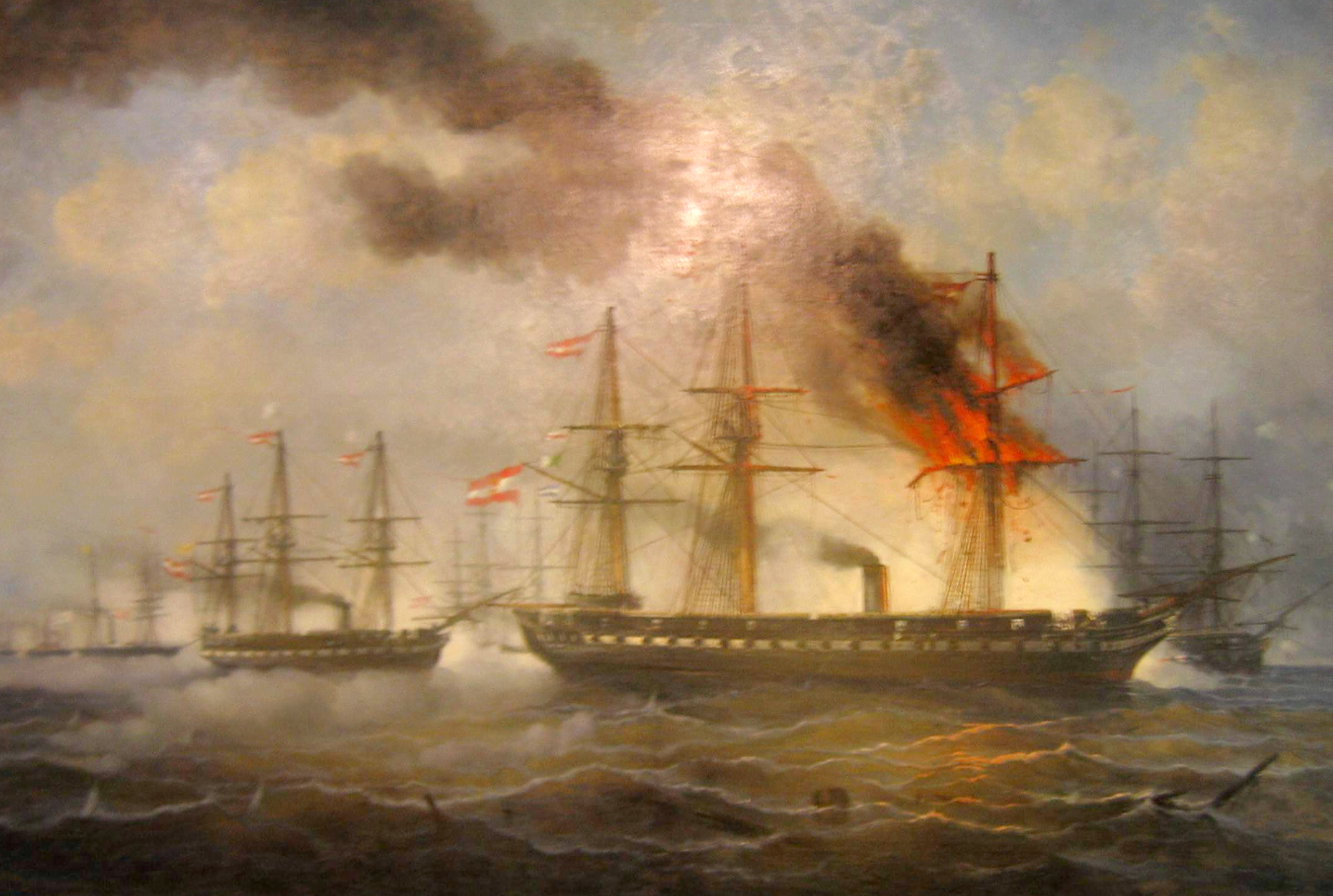
ヘルゴラント海戦を描いた絵画

ポーランドの蜂起はヨーロッパ中で自由主義・ナショナリズムを活気づかせた。デンマークでもナショナリズムが高まり、シュレースヴィヒ・ホルシュタイン問題を再びデンマークに有利に設定し直そうという世論が強まった。とりわけ1863年12月にクリスチャン9世がデンマーク王に即位するとデンマークのドイツ連邦に対する強硬外交が目立つようになった。ドイツ連邦各国でもドイツ・ナショナリズムが高まり、フリードリヒ8世がアウグステンブルク公としてシュレースヴィヒ・ホルシュタインの統治者に擁立され、両国は一触即発状態になった。
1863年7月、パーマストン卿は庶民院での演説で「イギリスの責務はデンマークの独立・統一・権利を守ることである。もしデンマークの独立が侵されることがあれば、これに抵抗するのはデンマーク一国だけではないだろう。」と演説したが、ヴィクトリア女王が「デンマークのためにドイツ諸国と戦争するなど馬鹿げている」と強硬に反対したため、積極的な介入はできなかった。
1864年2月1日よりプロイセン・オーストリア連合軍がシュレースヴィヒ進攻を開始し、第二次シュレースヴィヒ＝ホルシュタイン戦争が勃発した。デンマークは兵力でも装備でもドイツに劣ったが、デュッペル要塞に籠城する作戦が功を奏して、戦況は膠着状態となった。パーマストン卿はオーストリア海軍が北海に出てくることを警戒し、参戦をちらつかせてオーストリアを牽制したが、ヴィクトリア女王の不介入方針は変わらず、「これ以上好戦的な方針を取り続けるなら議会を解散する」とパーマストン卿を脅迫するようになった。また参戦は軍事的にも障害が多かった。イギリス陸軍はドイツ諸国の陸軍と比べると脆弱であったし（ビスマルクは「イギリス陸軍など、もしドイツに上陸してきても地元警察に逮捕させればよい」などと豪語していた）、イギリス海軍は精強ながら世界各地に散らばっており、ただちに北海に召集するのは難しかった。
そこでパーマストン卿は国際会議によって事態の収拾を図ろうとした。この提案に対してプロイセン、オーストリア、フランス、ロシアは支持を表明した。デンマークははじめ反対したが、やがてデュッペル要塞で幾ら頑張っていても列強の救援が得られないと悟り、国際会議開催に賛同した。こうして1864年4月25日から外相ラッセル卿を議長とするロンドン会議が開催されたが、パーマストン卿もラッセル卿も親デンマーク的な態度を取り過ぎて反発を買い、さらにヘルゴラント海戦でデンマーク海軍がオーストリア海軍に勝利したことでデンマークの態度が強硬になり、加えてドイツ側も譲歩の気配を見せなかったため、会議は難航した。またパーマストン卿はこの頃、持病の痛風が悪化して自宅療養が多くなっていたため、積極的な調停に乗り出せなかった。
6月15日の閣議では会議の進展を絶望視したラッセル卿が、会議をフランスに任せてはどうかと提案したが、パーマストン卿は却下した。この際に彼はラッセル卿に「フランスはヴェネツィアからオーストリアを追いだし、ライン川左岸に勢力を拡大しようとしている連中だ。彼らのことなど信用できない」という私見を述べている。ヴィクトリア女王の日記によれば、パーマストン卿はフランスがイギリスを対ドイツ戦争の泥沼に陥れて、その間にフランスはライン川沿岸を獲得し、イタリア全土で革命を起こすつもりだろうと懸念していたという。
6月24日と6月25日の閣議では会議決裂の場合イギリスはどうすべきかが論じられたが、最終的にはイギリスはこの問題から手を引くことが閣議決定された。ロンドン会議は6月25日に決裂し、デンマークとドイツ連邦の戦争は再開された。戦況はドイツ軍優位に進み、7月20日にデンマークは降伏し、シュレースヴィヒとホルシュタインを放棄することとなった。
ロンドン会議失敗により7月5日から7月6日にかけて貴族院と庶民院双方でパーマストン卿不信任案決議案が提出されたが、庶民院の採決では賛成295票、反対313票でかろうじて不信任案は否決された。一方貴族院では賛成177票、反対168票で不信任案が可決された。しかしパーマストン卿は貴族院より庶民院の方が重いとして総辞職や解散総選挙を拒否した。

#### 死去
義理の孫にあたるクーパー伯爵所有のハートフォードシャーの邸宅ブロケット・ホールに滞在中の1865年10月12日に風邪をこじらせ、意識不明の重体に陥った。17日に一時的に意識を取り戻したものの、18日の朝には再び容態が悪化し、同日午前10時45分に永眠した。
朦朧とした意識の中で残した最期の言葉は「第8条はこれで結構です。次に移りましょう」であったという。
ヴィクトリア女王はその日の日記に「私たちは彼にはたびたび悩まされ、嫌な思いもさせられた。だが彼も首相としては立派な行動を見せた。その彼も世を去り、アルバートもこの世を去ってしまった。私だけが取り残されるとは万感胸に迫る思いである」と書いている。
- パーマストン卿の像（ロンドン・パーラメント・スクエア）
- パーマストン卿の像（サウサンプトン）
- パーマストン卿の像（ハンプシャー、ロムジー)
- パーマストン卿のウェストミンスターの邸宅に貼られているブルー・プラーク

## 栄典

### 爵位
1802年4月17日に父の死により以下の爵位を継承した。
- ダブリン県におけるパーマストンの第3代パーマストン子爵 (3rd Viscount Palmerston, of Palmerston in the County of Dublin)
(1723年3月12日の勅許状によるアイルランド貴族爵位)
- スライゴ県におけるマウント・テンプルの第3代テンプル男爵 (3rd Baron Temple, of Mount Temple in the County of Sligo)
(1723年3月12日の勅許状によるアイルランド貴族爵位)

### 勲章
- 1832年、バス勲章ナイト・グランド・クロス (GCB)[59]
- 1856年、ガーター勲章勲爵士（KG）[59]

### 名誉職その他
- 1809年、枢密顧問官（PC）[59]
- 1861年、五港長官（英語版）[59]

## 人物

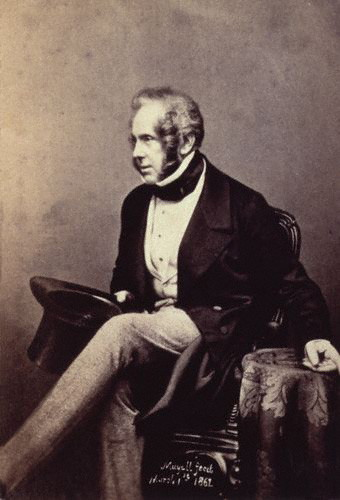
1862年のパーマストン子爵

### 自由貿易帝国主義
パーマストンは、帝国主義時代の前夜の1840年代から1860年代にイギリス政府が盛んに行った「自由貿易帝国主義」を代表する人物である。「自由貿易帝国主義」とは低開発国を砲艦外交で脅迫して、そうした国々で取られている鎖国体制を取り払わせ、不平等条約による自由貿易を押し付けてイギリスの非公式帝国に組み込む政策である。
この時代のイギリスの政界や論壇では植民地放棄的な小英国主義論が盛んだったが、実際にイギリス外交を主導したのは自由貿易帝国主義者パーマストンであったので、小英国主義が実施されることはほとんどなかった（それが実施されるのはカナダやオーストラリアなど白人が大量に移住した植民地だけだった）。この時代にもイギリス政府は盛んにインド周辺地域（パンジャブ、シンド、ビルマなど）に領土拡大を図り、それ以外の地域の低開発国に対しては砲艦外交で不平等条約締結を迫った。そこには後の帝国主義への萌芽が見て取れる。
植民地化・半植民地化される低開発国にパーマストン子爵が関心をもつことはなかった。植民地に関する閣議が終わってから、閣議で話題になっていた国はどこにある国なのか他人に聞くような有様だったという。

### 国民のための強硬外交
パーマストン子爵は国民の利益を最優先する国民思いの人物で、国民人気も高かった。彼の外交が強硬だったのは他国を犠牲にしようとも在外国民の利益を護らねばならないという使命感からであった。
前述したドン・パシフィコ事件の際の「英国臣民は、英国の全世界を見渡す目と強い腕によって常に不正と災厄から護られていると確信してよい」という彼の演説はそれを象徴する。また彼は常々「たった一人の大英帝国臣民の死でも開戦原因となりうる」と凄んでいた。
そのあまりの強硬外交ぶりに外務官僚たちも尻込みすることが多かったが、そういう官僚を見るとパーマストンは「責任は私がとる」と言って重い腰を上げさせたという。

### 日常の強硬
外交姿勢のみならず、日常生活にも強硬なところがあった。ロンドンまでの列車に乗り遅れた際、パーマストン子爵は駅長に対して「自分にはロンドンでやらねばならない重大な用事があるので自分のための特別列車を仕立てろ」と無茶を命じたという。駅長は「この時刻に特別列車を出すのは危険であり、責任は負えない」と言って拒否したが、パーマストン子爵は引き下がらず、「責任は私がとる」といって強引に特別列車を出させたという。
社交性のある人ではなく、ホイッグ党の大貴族たちの社会に溶け込めてはいなかったという。

### 艶福家として

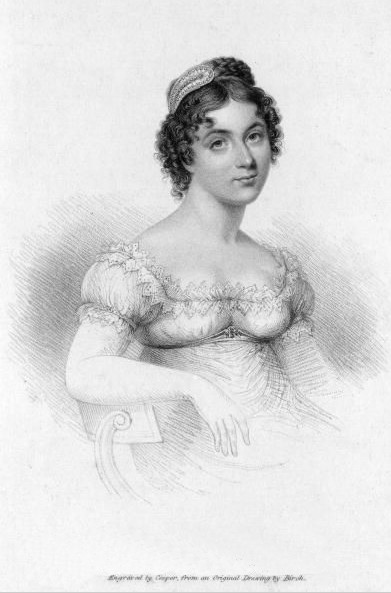
高級娼婦ハリエット・ウィルソン。パーマストンとも親交があった。

パーマストン子爵は大変な色好みであったとことから「キューピッド卿」の異名をとった。ロンドン随一の社交クラブ『オールマックス(Almack's)』は貴婦人の指名がなければ入会できないしきたりであったが、女性会員7名のうち3名がパーマストン卿とベッドを共にしたことがあったためにこれを難なくクリアしている。

さらに最晩年の1863年には旧知の娼婦から訴訟を起こされたが、あっさりと勝訴して総選挙の得票数を伸ばした。一方で、この法廷闘争にグラッドストンは苦々しく感じていたという。

## 評価
同じ自由主義者でもグラッドストンとは異なり、国家主義・愛国主義の要素が強く、また労働者層への選挙権拡大や議会改革に反対したことから内政面では保守主義・貴族主義の側面も強いとされる。
同時代の保守党首相ダービー伯爵もパーマストン子爵について「急進派という道具を使う保守党らしき大臣で、外交舞台では自由主義というショーを演じる」と評している。
ヴィクトリア女王とアルバート公子の夫妻からはひどく嫌われていた。女王夫妻はパーマストン子爵のことを「ピンゲルシュタイン」とかげ口したという（「ピンゲル」とは巡礼を意味するドイツ語。パーマストンの「パーマー」は英語で巡礼を意味する）。しかし女王はパーマストン子爵の決断力は認めており、「大層意志の強い男」と評している。
関東学院大学の教授君塚直隆は「パーマストンは特に誰かの党派・派閥に入ることなく一匹オオカミを貫き、70歳で首相の座を獲得した」として無派閥リーダーの「始祖」ともいえる政治家としている。また、この「特定の党派に属さない」という姿勢から『パミス卿(Lord Pumice、Pumice は「軽石」の意味)』のあだ名が付けられている。

## 家族

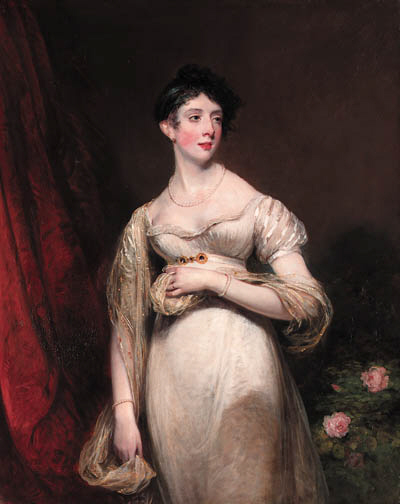
妻であるエミリーを描いた肖像画。

パーマストン子爵は、1807年から1809年頃にメルバーン子爵の妹で第5代クーパー伯爵の夫人であるエミリーと不倫の関係になった。エミリーはクーパー伯爵の子を5人に儲けているが、そのうち次男ウィリアムと長女ミニーと次女ファニーの本当の父親はパーマストン子爵と見られている。
クーパー伯爵が死去した後の1839年に55歳パーマストン子爵と53歳のエミリーは正式に結婚した。しかしすでに高齢の二人に新しい子はできず、パーマストン子爵家は彼の代で絶えることとなった。
パーマストン子爵の息子と見られるウィリアムは、パーマストン子爵家の再興を前提として1880年にマウント・テンプル男爵位を与えられているが、子に恵まれず、彼一代で絶えた。
同じくパーマストン子爵の娘と見られるミニーはパーマストン子爵の財産を相続し、シャフツベリ伯爵と結婚した。夫妻の次男であるイヴリン・アシュリーはパーマストン子爵の伝記を著している。更にその息子であるウィルフリッド・アシュリーに再びマウント・テンプル男爵位が与えられるも、やはり子に恵まれず、彼一代で絶えている。